# Dynastie valentinienne

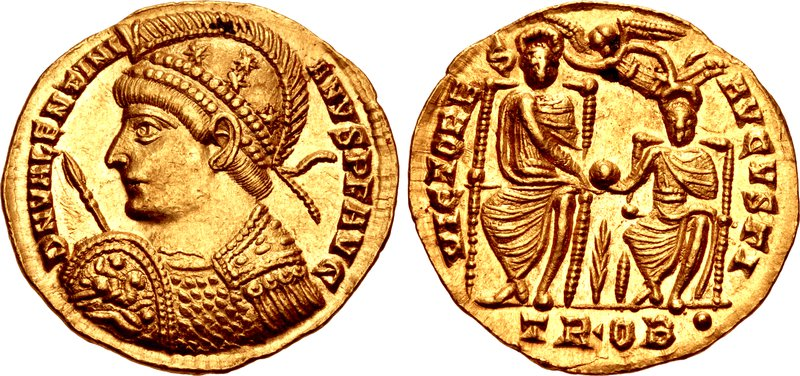
Solidus de Valentinien Ier montrant Valentinien et son fils Gratien au revers.

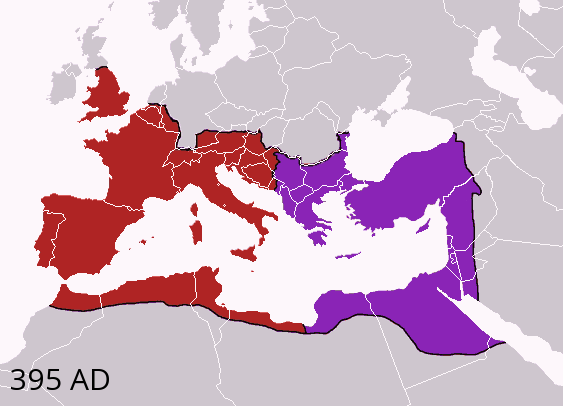
Les composantes occidentale et orientale de l’Empire romain en 395.

Les Valentiniens ou la dynastie valentinienne régna sur l’Empire romain pendant l’Antiquité tardive du milieu du IVe siècle au milieu du Ve siècle et donna à celui-ci quatre empereurs. Elle succéda à la dynastie constantinienne (306-363). Elle devait avoir une durée limitée en Orient, étant remplacée par la dynastie théodosienne dès la mort de son premier représentant, Valens en 378. En Occident, grâce au mariage de Galla Placidia, fille du fondateur de la dynastie théodosienne avec Constance III (r. fév.-sept. 421), elle se perpétua pendant le long règne de Valentinien III (r. 424-455), arrière-petit-fils de Valentinien Ier (r. 364-375).
La période pendant laquelle cette dynastie régna sur l’Empire romain fut marquée par la consolidation de la notion même de « dynastie » alors que se creusait la division entre les parties occidentale et orientale de l’empire. Tant en Orient qu’en Occident, elle dut affronter de nombreuses invasions le long de ses frontières, en particulier celle du Danube qui s’effondrera laissant passage aux migrations barbares qui envahirent l’Italie et pillèrent Rome en 410, prélude à la dissolution de l’Empire romain d’Occident en 476. Cette période fut également ponctuée de nombreux conflits religieux entre païens et chrétiens, mais aussi, surtout en Orient, entre chrétiens ariens et chrétiens fidèles aux décisions du premier concile de Nicée (les Nicéens).
Le patriarche de la dynastie fut un général d’origine illyro-romaine, Gratianus Funarius, dont les deux fils, Valentinien Ier et Valens furent faits coempereurs en 364. Les deux fils de Valentinien, Gratien et Valentinien II, devinrent à leur tour empereurs dans la partie occidentale de l’empire. Sa fille, Galla, épousa Théodose Ier qui régnera sur la partie orientale de l’empire à la mort de Valens et fondera la brève dynastie théodosienne (379-457). À son tour leur fille, Galla Placidia, épousa l’empereur d’Occident Constance III (r. février-septembre 421), associé à Honorius, un des deux fils de Théodose. Leur fils, Valentinien III (r. 425-45) sera le dernier empereur de cette dynastie, laquelle sera également la dernière dynastie qui régnera sur la partie occidentale de l’Empire romain.

## Contexte historique

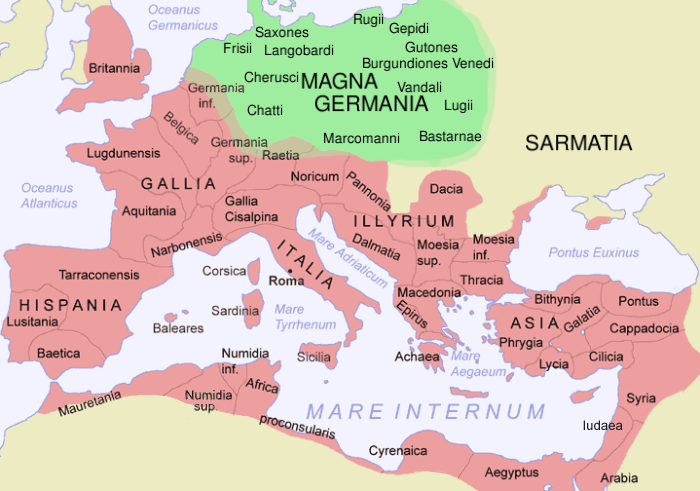
Les provinces de l'Empire romain autour de la Méditerranée.

### La Méditerranée, “lac romain”
Créé véritablement sous Auguste (r. 27 av. J.-C. – 14 apr. J.-C.), l’Empire romain s’était progressivement étendu de part et d’autre de la Méditerranée qui devint progressivement un « lac romain » entouré par le « barbaricum » ( litt : pays barbares). Il s’étendait depuis, le mur d’Hadrien dans le nord de l’Angleterre au nord-est, jusqu’à l’Euphrate en Mésopotamie. Les principales régions de l’empire (en latin : regiones) étaient d’ouest en est, l’Hispania (l’Espagne), Gallia (la Gaule), Britannia (l’Angleterre), Italia (l’Italie), dans les Balkans Illyrium (l’Illyrie) et Thracia (la Thrace), ainsi qu'Asiana (Asie mineure) et Oriens (essentiellement le Moyen-Orient). Au sud de la Méditerranée se trouvaient Africa à l’ouest et AEgyptus (l’Égypte) à l’est. Au nord-est, la frontière était formée par le Rhin, les Champs décumates et le Danube.

### Intermède entre les dynasties constantinienne et valentinienne

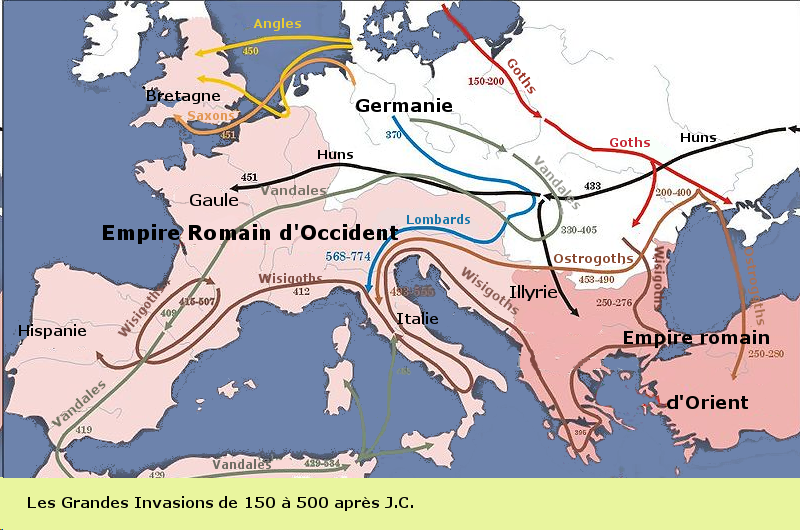
Les mouvements migratoires du.

L’empereur Julien, le dernier des Constantiniens, était mort en 363 au cours d’une vaste opération militaire qui l’avait mené jusqu’à Ctésiphon, capitale des Sassanides. Élu à la hâte par les généraux d’une armée en déroute, Jovien (r. juin 363 – fév. 364), n’avait eu d’autre choix que d’accepter les termes d’une paix dictée par Chapour II, le roi sassanide. Les Romains cédaient cinq des neuf satrapies acquises en 297 ainsi que quinze places fortes frontalières et se voyaient interdits d’intervenir dorénavant dans les affaires d’Arménie dont le roi, Arsace II d'Arménie, avait été leur allié durant la guerre,.
Les autres frontières étaient également menacées.
Au nord, ce qui avait été de courtes incursions par de petits groupes barbares se transformait en migration massive de peuples comme les Francs sur le Rhin inférieur, les Alamans dans les Champs décumates et les Goths sur le Danube inférieur. Dans ce qu’on appelait alors la Bretagne, c.à.d. l’Angleterre d’aujourd’hui, les Pictes et les Scots franchissaient le mur d’Hadrien, des pirates francs et saxons pillaient les côtes de concert avec les Attacotti d’Irlande. Enfin, en Afrique, la révolte grondait, les autorités romaines étant accusées non seulement de corruption, mais également d’être incapables de défendre le territoire contre les nomades du désert ,, ce qui devait conduire à la rébellion de l’un des chefs locaux, Firmus, qui nécessita le transfert de Gaule en Afrique du comte Théodose, père du futur empereur Théodose Ier.
Au problème des invasions s’ajoutait celui des querelles religieuses. L’empereur Julien avait tenté de réintroduire la religion traditionnelle romaine, ramenant au pouvoir nombre d’intellectuels païens et interdisant aux chrétiens d'enseigner la grammaire, la rhétorique et la philosophie. À son arrivée au pouvoir, Jovien se hâta de révoquer les édits de Julien contre les chrétiens tout en se refusant à prendre parti entre Ariens et Nicéens. Toutefois, et comme ses prédécesseurs avant lui, il bannit les pratiques magiques et la divination.

### La notion de «dynastie»

Carte montrant la répartition de l'Empire romain entre les quatre tétrarques.

La « tétrarchie » créée par Dioclétien (r. 284 – 305) consistait en un système dans lequel deux coempereurs (les Augustes) étaient, chacun, assisté d’un césar, lequel devait prendre la place de l’Auguste au terme du mandat de celui-ci. La succession au sein d’un tel système s’il avait perduré, aurait dépendu du choix des Augustes, en particulier de l’Auguste senior.
Abandonnant le système de la tétrarchie, la période des Constantiniens (293 – 363) avait réaffirmé l’importance de la notion de dynastie comme source de légitimité dans la succession impériale . Les Valentiniens  continuèrent cette tradition, soulignant même la continuité entre leur propre dynastie et celle des Constantiniens par des unions matrimoniales. La dernière descendante directe de Constantin le Grand et fille posthume de Constance II par sa troisième femme, Flavia Maxima Constantia (361/362 - 383), devint impératrice lorsqu’elle épousera Gratien, fils ainé de Valentinien Ier,  et jouera un rôle important comme symbole de cette continuité dynastique pendant des décennies.
En raison du peu d’héritiers mâles durant cette période, le mariage des femmes de la famille impériale soulèvera des inquiétudes puisqu’elles pouvaient se traduire par la naissance de potentiels prétendants au trône. Ainsi, nombre de femmes dont les demi-sœurs de Gratien durent faire vœu de demeurer vierges et furent appelées sanctae necessitudines (litt : saintes parentes). Pourtant, ce fut également une période où plusieurs d’entre elles, ou bien comme impératrices, ou bien comme consortes, jouirent d’un pouvoir sans précédent,,.
Autre trait de cette dynastie, l’élévation d’enfants au rang de « coempereurs », ce qui changera l’image traditionnelle de l’empereur comme « homme d’action ». Ainsi Valentinien Ier éleva son fils Gratien, alors âgé de seulement huit ans à cette distinction et ce, sans passer par l’étape habituelle comme « césar » .
Son demi-frère Flavius Valentinius, le futur Valentinien II (r. 375 – 392), fut acclamé par les troupes comme coempereur alors qu’il était âgé de quatre ans à l'instigation de sa mère et des généraux Mérobaud, Petronius Probus et Cerealis. Inquiets du manque d’intérêt du jeune Gratien pour la chose militaire, ceux-ci voulaient sans doute empêcher une rébellion au sein des armées et éviter que d’autres chefs militaires comme Sebastianus et le comte Théodose ne tentent de s’emparer du pouvoir. Enfin, Valentinien III (r. 425-455), fils de Constance III, empereur d'Occident associé à Honorius (395-423) en 421, et de Galla Placidia (388-450) sera proclamé empereur à Rome le 23 octobre 425 alors qu’il n’était âgé que de six ans après qu’à la mort d'Honorius en août 423 le Sénat eut nommé un usurpateur, Johannes (Jean), comme empereur, lequel sera éliminé au terme d’une courte guerre de douze mois .
La tétrarchie de Dioclétien avait également semé les bases d’une séparation régionale. Le regroupement des provinces en diocèses eux-mêmes réunis au sein de préfectures du prétoire dont le préfet était directement responsable à l’empereur, tout en réaffirmant l’autorité ultime de ce dernier, faisait en quelque sorte des préfets du prétoire des premiers ministres régionaux.
Lorsque, sous les pressions de l’armée, Valentinien divise l’empire (en latin : divisio regni) en se réservant l’Occident et en confiant l’Orient à son frère Valens en 364, l’unité de l’empire prend fin. Même si le mythe d’une unité de juridiction est perpétué, les lois portant le nom de tous les empereurs régnant, bien que destinées à n’être appliquées que dans une seule partie de l'empire, aucun empereur de la pars occidentalis ne règne en Orient et, sauf pour deux brèves visites de Théodose en Occident, aucun empereur d’Orient n’exerce de pouvoir en Occident.
Le refus de Valentinien d’envoyer des renforts à son frère lors de la révolte de Procope montre que l’Auguste d’Occident s'attend à ce que celui d’Orient administre sa partie de l’empire avec les seuls administrateurs et les forces confiées à lui en 364 .
Après le bref intermède où Théodose (r. 379 – 395) règne sur les deux parties de l’empire, celui-ci est définitivement partagé entre ses deux fils, Flavius Arcadius qui dirige l'Orient de 395 à 408 et Flavius Honorius qui de même dirige en Occident de 395 à 423.

## Le gouvernement impérial

### L’empereur

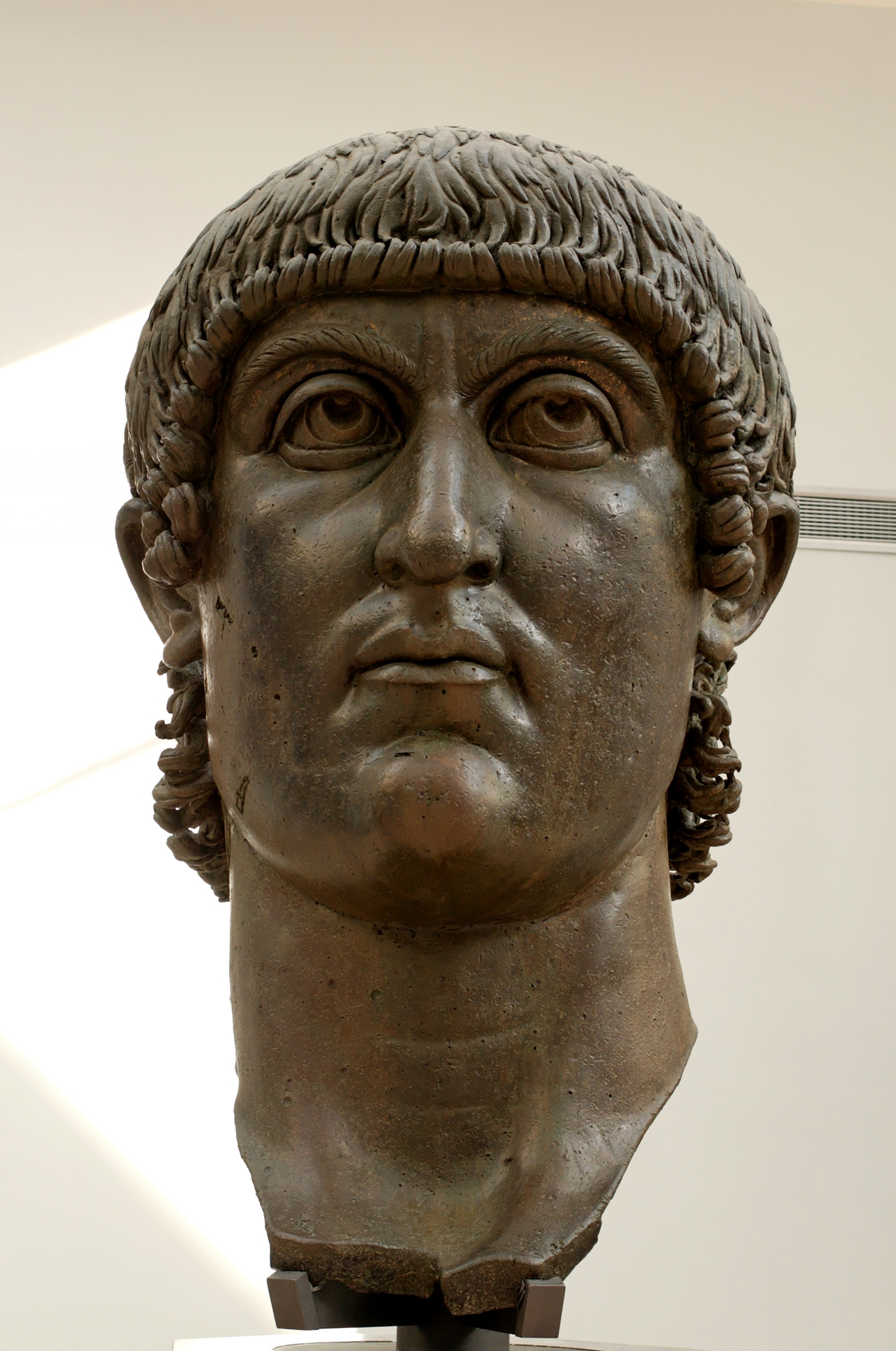
Tête du colosse en bronze de Constantin IV, (Musées du Capitole).

Alors que sous Constantin l’empire n’avait qu’un empereur (imperator), Dioclétien avait institué avec la tétrarchie un système à deux niveaux dans lequel deux empereurs seniors (sing. Augustus, pl. Augusti) étaient assistés de deux empereurs juniors (sing. Caesar, pl. Caesares) appelés à leur succéder. À l’issue de guerres où les Romains étaient victorieux, les empereurs pouvaient se voir accordés le titre de maximus (le plus grand) suivi du nom du peuple vaincu (par ex. Germanicus maximus).
Pendant la république, le titre de consul (pl. consules) était porté par les deux plus hauts dignitaires du gouvernement. Ils étaient à la fois la plus haute autorité du gouvernement civil et de la hiérarchie militaire. Ils entraient en fonction le 1er janvier pour une durée d’une année et celle-ci portait leur nom,. Le titre perdura sous l’empire mais deviendra une fonction honorifique, les empereurs prenant l’habitude de se l’approprier de plus en plus fréquemment plutôt que de l’attribuer à des citoyens distingués. Théodose en fit une prérogative familiale lorsqu’il nomma son fils Flavius Arcadius consul à trois reprises en 385 (il n’avait alors que huit ans), 392 et 394.

### L’armée

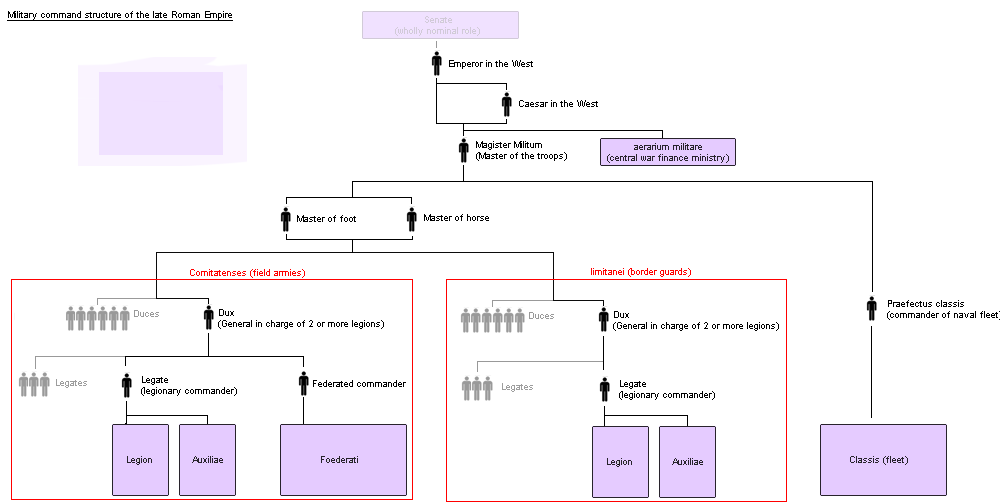
Hiérarchie de l’armée romaine tardive.

Le haut-commandement de l’armée romaine vers 410-425.

À l’époque de la Rome tardive, l’armée romaine avait trois composantes. La première, l’armée de campagne (comitatenses), pouvait être déployée là où le besoin s’en faisait sentir. La deuxième était celle des frontières (ripenses, litt. « sur les rives [du Rhin, du Danube,…] », connue plus tard comme limitanei, litt. « aux frontières »), dans laquelle chaque commandement géographique était sous la direction d’un dux (litt. « chef », pluriel duces), par exemple le dux Armeniae. Les comitatenses jouissaient d’un statut plus élevé et étaient également appelées praesentalis (litt. « en présence [de l’empereur] »), accompagnant celui-ci au cours de ses campagnes. Enfin un troisième corps était constitué par la garde personnelle de l’empereur (en latin : scholae palatinae, litt. « corps du palais »); chargée de la sécurité de l’empereur, elle était sous le commandement du magister officiorum (litt. « maitre des officiers »). Ces différents corps, appelées scholae (ou scolae; sing : schola ou scola) tiraient leur nom de pièces de leur équipement. Ainsi les scholae scutariorum (ou scutarii, litt. « porteurs de boucliers ») tiraient leur nom de leurs boucliers (en latin. « scuta », sing. « scutum ». C’était à cette unité qu’appartenait le fondateur de la dynastie, Valentinien Ier. En Thrace et en Illyricum, le commandant local portait le titre de comes rei militaris (litt. « comte pour les affaires militaires »), un rang intermédiaire entre ceux de dux et de magister. La structure organisationnelle (voir image ci-contre) nous est parvenue dans un document de l’époque appelé Notitia dignitatum (litt. « liste des fonctions ») qui énumère toutes les positions et titres administratifs alors en vigueur,,,. On prit l’habitude d’accoler la position de comes à celle de magistri. La Notitia cite six comites dont les comes Africae (ou comes per Africam) et Britanniarum, responsables respectivement de l’Afrique et de l’Angleterre. Les autres comites comprenaient le comes et magister utriusque militiae (ou comes et magister utriusque militiae praesentalis) et les comites domesticorum (comes domesticorum equitum et comes domesticorum peditum) ,,.
À l’origine, les commandements de l’infanterie et de la cavalerie étaient distincts (« magister peditum » pour l’infanterie, « magister equitum » pour la cavalerie), le commandant des forces « en présence » se distinguant du reste de l’infanterie (magister peditum praesentalis). Puis les deux premières fonctions furent réunies pour former celle de commandant des soldats (« magister militum »),,. Au cours des siècles, l’armée devint de plus en plus dépendante du recrutement chez les peuples conquis (« barbarisation de l’armée »), principalement chez les Germains. Les unités ainsi formées devinrent les « unités de fédérés » (« foederati »).
Pour sa garde rapprochée, l’empereur disposait d’un corps spécial, le schola protectorum composé de protectores domestici (ou plus simplement domestici, au sing. protector domesticus, litt. « protecteur de la famille ») et était commandé par le comes domesticorum. Ce général était l’équivalent du magister officiorum pour l’administration civile, mais était classé sous les magistri militum (les maréchaux). Les protectores pouvaient également être assignés aux magistri des différentes provinces. Le titre de protector pouvait aussi être conféré à titre honorifique,,,.

### L’administration civile

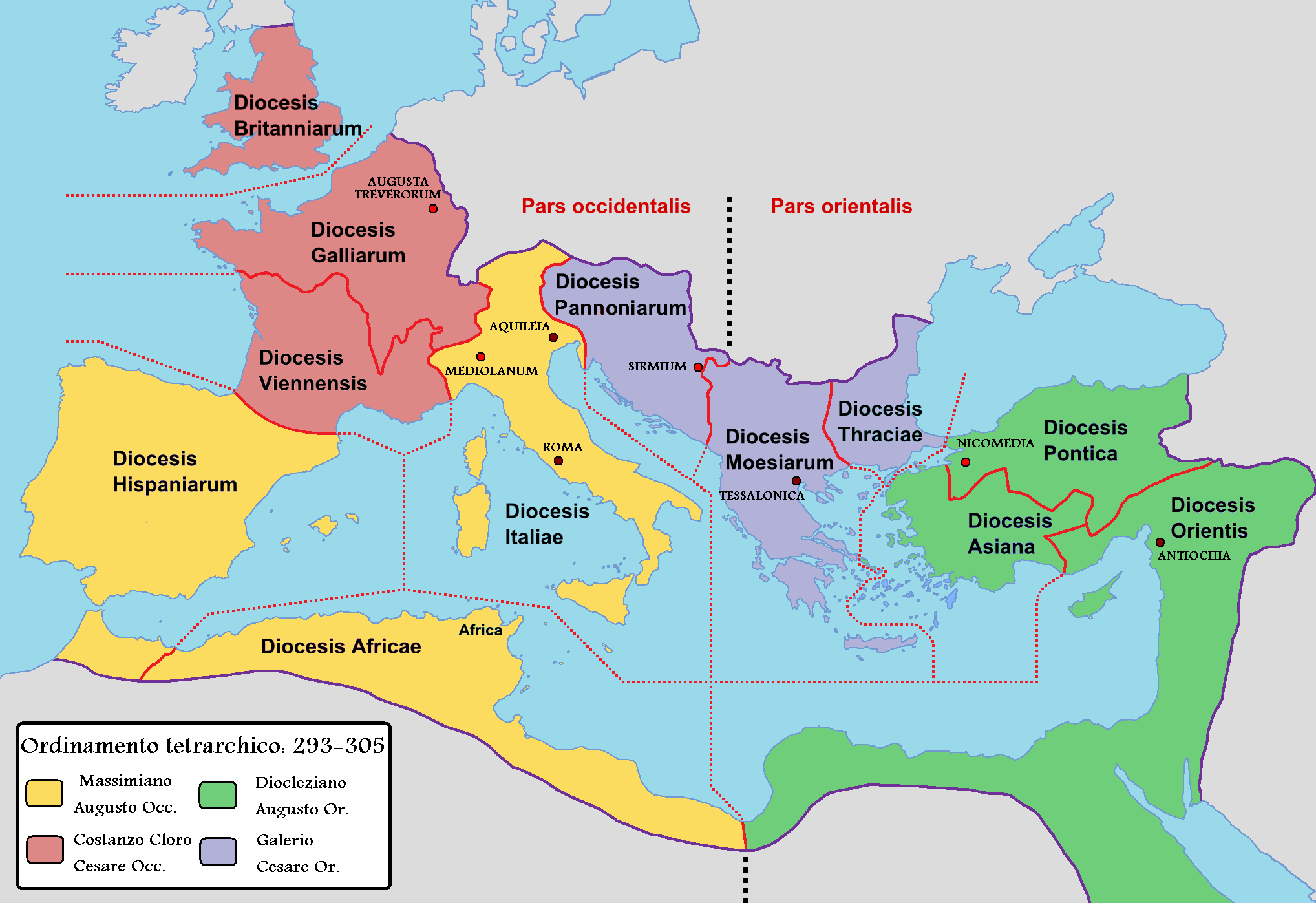
Les diocèses de l’Empire romain et leur répartition entre les tétrarques vers 300.

Depuis Constantin, Rome avait perdu sa fonction de capitale de l’empire, le siège du pouvoir étant véritablement là où résidait l’empereur, c’est-à-dire à Constantinople sous Constantin Ier, puis avec les invasions barbares, de plus en plus sur les frontières. Au cours du IIIe siècle se développèrent plusieurs villes impériales comme Mediolanum (Milan) dans le nord de l’Italie et Nicomédie en Turquie qui devinrent les résidences principales, d’autres comme Arelate (Arles) en Gaule, Augusta Treverorum ou Treveri (Trèves) en Allemagne (alors partie de la Gaule), Sardica (aujourd’hui Sofia) dans les Balkans et Antioche (aujourd’hui Antakya en Turquie) en Syrie, devenant des résidences secondaires. Rome toutefois demeurait le siège du Sénat et de l'aristocratie, bien que l’empereur s’y rendît de moins en moins souvent.
Le transfert de la capitale à Constantinople avait eu comme conséquence de déplacer le centre de l’empire vers l’Orient. Contrairement à Rome, Constantinople demeura toujours le centre de l’empire oriental, bien que, dans les Balkans, Sirmium et Thessalonique soient aussi devenues des résidences impériales. En Occident des villes comme Mediolanum et Aquilée (la moderne Aquilée) sur le pourtour est de l'Italie prendront une plus grande importance politique alors que la capitale quitta Rome pour se diriger vers Trevorum, puis Mediolanum en 381 et enfin Vienne en Gaule. Finalement, Honorius (r. 393-423), assiégé par les Wisigoths en 402 à Mediolanum, transféra ses quartiers généraux à Ravenne, alors capitale de la province de Flaminia et Picenum Annonarium sur la côte nord-est de l’Italie. Le siège du gouvernement devait retourner à Rome en 440 sous Valentinien III. Dans les Balkans, Sirmium et Thessalonique devinrent éventuellement aussi des résidences impériales.
L’administration civile comprenait trois niveaux : à la base les provinces dirigées par des gouverneurs dont les titres varieront; celles-ci sont regroupées en diocèses ayant à leur tête des vicarii; enfin les diocèses sont rassemblés en préfectures du prétoire. Au nombre de trois à l’origine, deux se trouvaient en Occident (la praefectura praetorio Galliarum qui comprenait l’Angleterre, la Gaule et l’Espagne, ainsi que la praefectura praetorio Italiae, Illyrici et Africae qui comprenait l’Italie, l’Illyricum et l’Afrique) et une seule en Orient, la praefectura praetorio Orientis. Toutefois, la péninsule des Balkans (l’Illyricum) passa de l’Ouest où elle était située au départ à l’Est suivant des besoins stratégiques pour revenir finalement à l’Ouest. De façon générale, les divisions suivaient un critère linguistique, les préfectures d’Occident ayant le latin comme langue d’administration, celle d’Orient le grec.
Auprès de l’empereur se trouve un conseil privé ou consistoire (sacrum Consistorium). Les quatre principaux membres permanents sont les deux comtes des finances (« comte des largesses sacrées » (comes sacrarum largitionum) pour le Trésor public, i.e. les impôts, le « comte de la chose privée » (comes rerum privatarum) pour le patrimoine personnel du prince), le maitre des offices (magister officiorum) qui, à titre de chancelier impérial, a la responsabilité de l’administration palatiale et le questeur du palais sacré (quaestor sacri palatinii) qui est le porte-parole de l’empereur devant le consistoire. Ce consistoire n’est pas une assemblée délibérante : les membres doivent se tenir debout pendant les séances et demeurer silencieux, d’où le nom de « silentium » donné à celles-ci.
Le personnel administratif (sing. officialis, plur. officiales) de la cour imperiale (comitatus) était divisé en corps (sing. schola, pl. scholae) répartis entre cinq grands bureaux (sing. scrina, pl. scrinae), ayant chacun à leur tête un directeur (magister) et un sous-directeur (proximus).
Le plus important de ces corps est celui des notaires (schola notariorum [pluriel; sing. notarius]). Ils forment le secrétariat impérial qui rédige et authentifie les documents. À leur tête sont les premiers secrétaires (primicerii notariorum, litt : les premiers [noms] sur [les tablettes de] la cire). Grâce à leurs tâches de secrétaires, ils sont au courant des secrets d’État ainsi que des nominations et des démotions. Ils peuvent également être envoyés en mission et se transforment alors en informateurs avec le titre d’ « agents s’occupant de certaines choses » (agentes in rebus). Au cours de leurs voyages dans les provinces, ils doivent prendre note de toute activité subversive ou toute mauvaise administration et faire rapport à l’empereur. Ils peuvent aussi servir d’inspecteurs, de procureurs, d’inspecteurs des douanes, etc..
Les autres bureaux sont ceux de la correspondance (scrinium epistularum) avec les autorités provinciales et municipales, des suppliques (scrinium libellorum), des requêtes (scrinium memoriae) qui, avant le règne de Julien préparait les dossiers et fut remplacé par l’organisation des voyages impériaux, de la mémoire (memoriae) chargé de rédiger les réponses à la correspondance reçue et des causes sacrées (sacrae cognitationes) qui instruisait les procès devant aboutir à l’empereur.
Ces bureaux (scriniae) ainsi que leurs fonctionnaires (scrinarii) étaient sous l’autorité du maître des offices (magister officiorum) déjà mentionné comme participant au consistoire. Créé sous Constantin, ce poste ne contrôlait pas seulement la bureaucratie palatiale, mais avait aussi le commandement des troupes de garde (les protectores, officiers d’élite qui entourent l’empereur), la gestion des fabriques d’armes, la poste publique (cursus publicus) et les agentes in rebus ,,. Cette bureaucratie, de mieux en mieux structurée et de plus en plus omniprésente, se substituera progressivement aux anciennes institutions dont les charges deviendront des titres plus que des fonctions.
Ainsi, le Sénat de Constantinople, créé par Constantin et renforcé par Constance II (r. 337-361) qui porta le nombre de sénateurs de 300 à 2 000 accueillit surtout des bureaucrates promus, des notables municipaux et des représentants de grandes familles terriennes. De même, les trois échelons principaux, questures, préture, consulat subsisteront, mais vidés de leur contenu. Comme on l’a vu, le consulat sera de plus en plus détenu par l’empereur ou un membre de sa famille immédiate; quant aux questeurs, ce seront généralement des évergètes dont la tâche principale est l’organisation de jeux lors de leur avènement. Au contraire, les préfets du prétoire prendront une importance de plus en plus grande, jouissant d’une autorité étendue dans presque toutes les sphères du gouvernement.

## Première génération: ValentinienIeret Valens

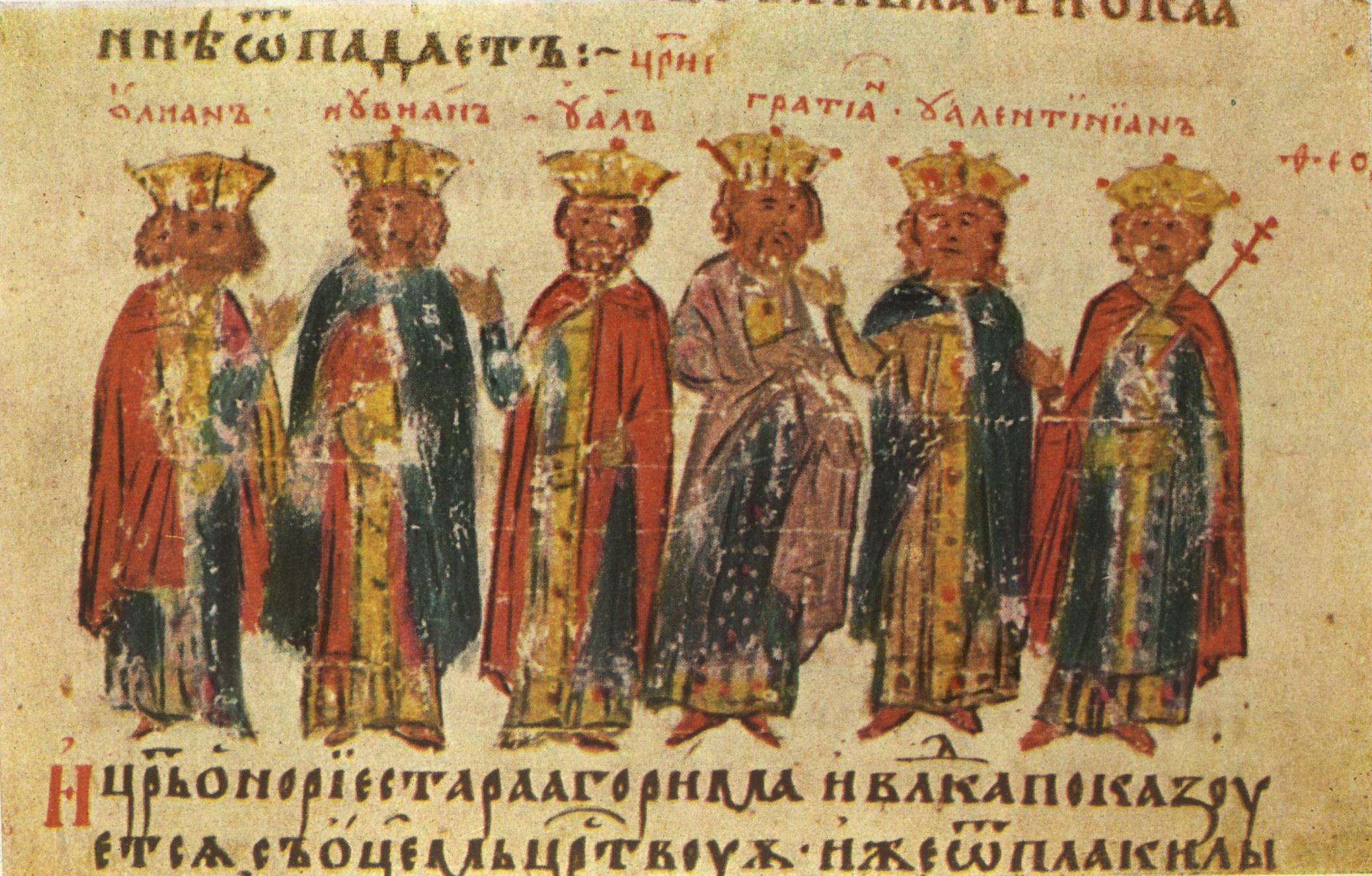
Julien, Jovien, Valens, Gratien, Valentinien I, Théodose I
Chronique universelle, de Constantin Manassès

### Avènement de ValentinienIer

La campagne de Julien contre les Perses au cours de laquelle il devait trouver la mort.

L’année 364 a été de grande incertitude dans l’Empire romain. Le dernier des Constantiniens, l’empereur Julien (r. 361-363) vient de mourir au cours d’une vaste expédition militaire qui l’a mené jusqu'à Ctésiphon, capitale des Sassanides. Abandonné par le roi d'Arménie qui devait faire sa jonction avec lui, l’empereur a été contraint d'entamer une retraite précipitée, au cours de laquelle, peu avant le 26 juin 363, il est mortellement blessé lors d'une bataille aux environs de Samarra. Le haut commandement militaire a alors choisi l’un des leurs, Jovien (r. 363-364) pour le remplacer.
Après avoir conclu une paix humiliante avec les Sassanides en juillet, Jovien se hâte de ramener l’armée vers Constantinople. Ayant quitté Antioche, capitale de la Syrie romaine, il meurt le 17 février 364, probablement asphyxié par les fumées d’un brasero allumé dans sa tente .
Une fois le corps de l’empereur envoyé à Constantinople, l’armée reprend sa marche vers Nicée (atuelle İznik), où, à nouveau, l’état-major et quelques conseillers civils se réunissent pour choisir un nouvel empereur. Après quelques hésitations, le choix se porte, le 26 février, sur Valentinien, Pannonien comme son prédécesseur, chrétien modéré, reconnu pour son énergie et son honnêteté. Celui-ci vient d’être promu commandant de la seconde division des scutarii, stationné à Ancyre (aujourd’hui Ankara) à quelque distance de là. Arrivé à Nicée le 25 février 364, il est acclamé Auguste par l’état-major.
Ce compromis est accueilli de diverses façons. Au sein des troupes on ne semble guère convaincu des priorités du nouvel empereur et, nous dit Ammianus Marcellinus, celui-ci doit interrompre la préparation de son discours d’acceptation pour rassurer les soldats inquiets de ses priorités. Par ailleurs, tant sans doute pour éviter toute nouvelle vacance du pouvoir en cas de décès subi de l’empereur que pour apaiser toute opposition civile ou militaire dans la partie orientale de l’empire soucieuse de ne pas voir ses intérêts oubliés par un empereur siégeant en Occident, on exige de lui qu’il s’adjoigne un coempereur  ,.
Valentinien obtempère tout en choisissant quelqu’un dont il peut être certain de la loyauté absolue : son frère Valens (r. 364-378), de huit ans son cadet. Ce dernier, qui a aussi opté pour la carrière militaire, ne semble pourtant guère promis à un brillant avenir. Aussi Valentinien prépare le terrain, en nommant d’abord son frère, jusque-là simple protector, au rang de tribun le 1er mars. Ce n’est qu’une fois arrivé à Constantinople que, passant outre aux objections de son magister equitum (commandant de la cavalerie), Dagalaifus , il en fait son coempereur le 28 mars. Il est toutefois évident que Valens ne sera pas le collègue de Valentinien, mais son adjoint en Orient. Valens reçoit charge de la préfecture du prétoire d’Orient dont le préfet demeure le même Saturninius Secundus Salutius, qui a déjà refusé le trône ; Valentinien prend la responsabilité de la préfecture du prétoire des Gaules, ainsi que celle de l’Italie-Afrique-Illyricum, ces trois derniers territoires étant regroupés sous la direction du préfet Claudius Mamertinus. Pour la première fois, les deux parties de l’empire sont ainsi complètement séparées. Valentinien établit le siège de son gouvernement à Trèves, ne visitant jamais Rome; Valens pour sa part divise son temps entre Antioche et Constantinople.

### Origines de la dynastie et premières années
Le père de Valentinien, Gratianus Funarius, originaire de Cibalae (aujourd’hui Vinkovci en Croatie), dans la province romaine dite de Pannonia Secunda, a servi comme haut gradé dans l’armée romaine, devenant comes Africae. Né en 321, également à Cibalae, Valentinien est entré dans l’armée, joignant les rangs des protectores où il est promu tribun en 357. Il sert en Gaule et en Mésopotamie sous le règne de Constance II (r. 337-361) .
Selon la Chronique de Jérôme et la Chronicon Paschale, le premier fils de Valentinien, Gratien, naît en 359 à Sirmium (aujourd’hui Sremska Mitrovica en Serbie), capitale de la province de Pannonia Secunda, de la première épouse de Valentinien, Marina Severa,. Il est nommé consul alors qu’il n’a que sept ou huit ans et reçoit le titre de nobilissimus puer,. Pendant l’été de 367, alors qu’il se trouve à Civitas Ambianensium (aujourd’hui Amiens), Valentien tombe si gravement malade que l’on craint pour sa vie. Afin de calmer les appréhensions qui se font jour autour de lui, Valentinien présente son fils alors âgé de huit ans comme coempereur, négligeant de passer par l’étape intermédiaire habituelle de « César »,,.
Son épouse, Marina Severa morte vers 370, Valentinien contracte un second mariage avec une personne nommée Justina , qui lui donne un deuxième fils, que l’on appelle Valentinien, lequel va succéder à son père sous le nom de Valentinien II (r. 375 – 392).
En 374, Gratien, alors âgé de quinze ans, est marié à la fille de Constance II, Constantia,. Ce mariage, comme celui de Valentinien avec sa seconde épouse, Justina, consolide les liens dynastiques avec les Constantiniens.
Quant à son frère, Valens, également né à Cibalae, il épouse vers 364 la fille de l’impopulaire préfet Pétronius, dont la cruauté et l’avarice vont conduire à la rébellion de Procope en 365. Elle va lui donner deux filles, Anastasia et Carosa, avant de lui donner un fils, Valentinianus Galates (366-370) en janvier 366. Celui-ci est fait consul en 369 et probablement aussi nobilissimus puer, mais meurt en bas âge à Césarée de Cappadoce (aujourd’hui Kayseri) vers 370.

### Politique intérieure

#### Révolte de Procope

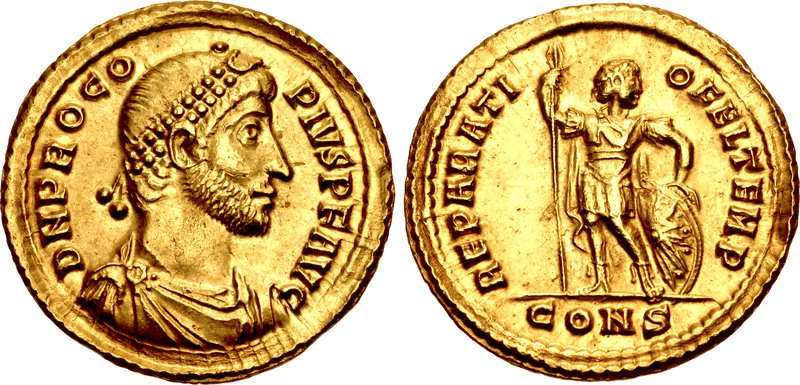
Avant d’être défait par Valens, Procope avait eu le temps de frapper sa propre monnaie avec l’inscription REPARATIO FEL TEMP (Retour des temps heureux).

Si le choix de Valentinien par l’état-major de l’armée ne se traduisit que par de mauvaises relations avec le Sénat auquel on ne demanda que de ratifier le choix de l’armée, Valens en Orient dut faire face presque immédiatement à une tentative d’usurpation. Dès son avènement, il s’était mis à préparer une campagne contre les Perses pour effacer les conséquences du désastreux traité que Jovien avait dû conclure pour ramener les armées romaines. Cette campagne dut être reportée lorsqu’il apprit à l’automne 365 que Procope, un lointain cousin de l’empereur Julien, le dernier des constantiniens ,, s’était fait proclamer empereur le 28 septembre 365. Prenant avantage du fait que deux légions romaines passaient par Constantinople pour affronter les Goths sur le Danube, il les avait convaincues de se joindre à lui. Affirmant ses droits dynastiques en se montrant en public avec la fille posthume de Constance II et faisant courir la rumeur que Valentinien était mort , il commença à émettre sa propre monnaie. S’il eut quelque succès auprès des soldats loyaux aux Constantiniens ainsi qu’auprès des intellectuels qui se sentaient menacés par les deux frères, il dut augmenter les taxes ce qui le rendit impopulaire au sein de la population.
Tout jouait alors contre le nouvel Auguste : l’ensemble de ses troupes était déjà en marche vers la Syrie; les deux légions qu’il envoya contre Procope qui venait de prendre le contrôle des provinces d’Asie et de Bithynie passèrent à l’ennemi. Bien plus, Valens lui-même faillit être capturé lors d’un engagement près de Chalcédoine (aujourd’hui Kadiköy). La situation était telle que, selon Ammianus Marcellinus, Valens songea à abdiquer, voire à se suicider , Enfin, Valentinien, ayant à choisir entre aller combattre les Alamans et se porter au secours de son frère, céda aux instances de la population et choisit la première option,. Ce n’est qu’au printemps 366 que Valens put rassembler assez de troupes pour affronter véritablement Procope lequel entretemps s’était rendu maitre des diocèses de Thrace et d’Asinie. Partant d’Ancyre, Valens marcha à travers la Phrygie où il vainquit le général Gomoarius à Thyatira , avant d’affronter Procope lui-même lors de la bataille de Nacolia (aujourd’hui Seyitgazi) le 27 mai,. Fait prisonnier, Procope fut exécuté et sa tête envoyée à Valentinien,,.

#### Réformes administratives et monétaires

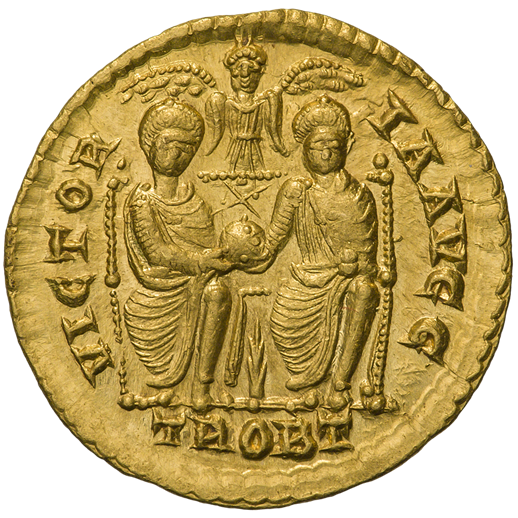
Solidus de Valens le montrant avec Valentinien. De concert, ils favorisèrent le développement des mines d’or, surveillèrent la production de la monnaie et en firent la base des échanges dans l’empire.

En accord avec son frère Valens en Orient, Valentinien eut à cœur de protéger les classes les plus faibles de la société et prit nombre de mesures en leur faveur. L’une des principales fut l’importance donnée au defensor civitatis, institution qui existait semble-t-il déjà et à laquelle tant Valentinien en Occident que Valens en Orient donnèrent une nouvelle impulsion,. De même, il réforma le système de l’annone ou distribution gratuite de pain qui donnait lieu à des abus, les jetons y donnant droit faisant l’objet de marchandage et il créa un système rudimentaire de santé publique à Rome .
Valentinien et Valens s’attaquèrent également à une vaste réforme administrative, fiscale et monétaire. Dans les villes les curiales virent leurs tâches allégées : la perception des impôts et taxes fut confiée aux officiales (fonctionnaires de l’administration provinciale) et l’entretien du cursus publicus aux honorati (hauts fonctionnaires en activité ou à la retraite). Une plus juste collecte des impôts exigeait que les sommes prélevées le soient dans une monnaie stable. Dès leur arrivée au pouvoir, les deux frères prirent des mesures pour stimuler la production d’or, allant dans le cas de Valens jusqu’à ordonner que l’on pourchasse même sur les terres privées les ouvriers des mines en fuite. Tous les lingots d’or produits devaient dorénavant être fondus dans les magasins du trésor public avant d’être transformés en pièces de monnaie.

### Politique religieuse

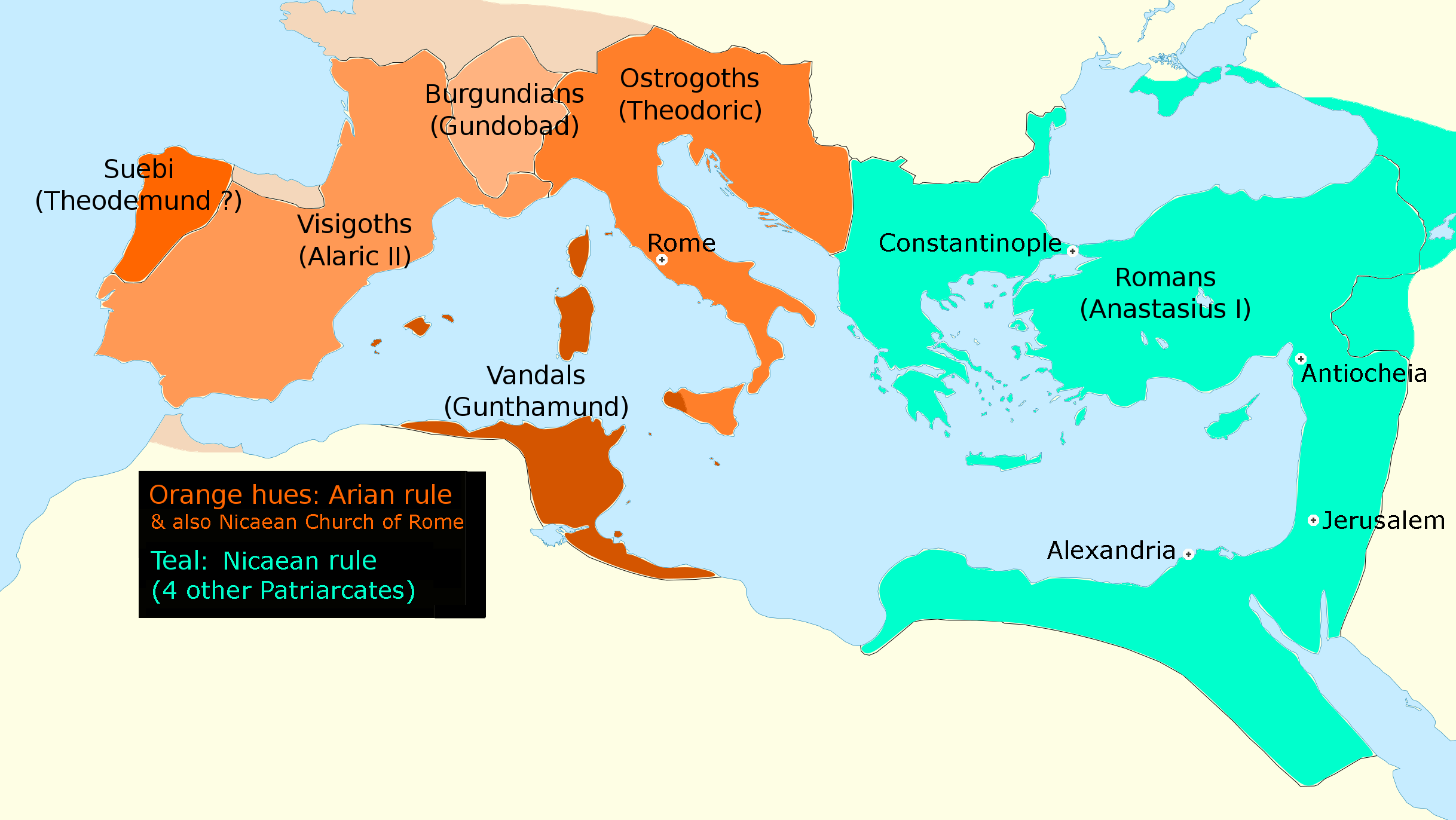
L’Église chrétienne divisée entre les Nicéens, majoritaires à l'Est (vert), et les Ariens, majoritaires à l'Ouest (orange).

Au moment de l’avènement de Valentinien en 364 le christianisme s’était déjà répandu dans tout l’empire et avait triomphé du retour au paganisme que prônait l’empereur Julien. L’Église devenait une organisation de plus en plus hiérarchisée, l’épiscopat provenant de plus en plus des hautes couches de la société. L’un des évêques les plus importants de l’époque fut Ambroise , fils d’un préfet du prétoire de Gaule qui devint évêque de Mediolanum (374-397) et conseiller très écouté de l’empereur Valentinien II. Déjà cependant l’Église chrétienne était en proie à divers schismes, le plus important étant l’arianisme. Lorsque son prédécesseur à Mediolanum, l’arien Auxentius (355-374) mourut, la violence sectaire entre nicéens et ariens fit en sorte que le nouvel évêque dut s’appuyer sur l’armée romaine pour prendre possession de son siège et mettre un terme à la violence . Pour leur part, les évêques de Rome comme Damase Ier (r. 366-384), s’ils jouissaient d’une primauté d'honneur (que leurs collègues évêques reconnaissent généralement) étaient loin d’avoir l’autorité juridictionnelle que revendiqueront leurs successeurs.
Alors que la lutte entre ariens et tenants du credo de Nicée était plus féroce en Orient qu’en Occident, Valentinien, nicéen convaincu, refusa toujours de prendre position dans les débats théologiques. Lorsqu’une délégation d’évêques pourtant nicéens venus d’Orient vinrent l’implorer de contrôler Valens, il les renvoya disant qu’il ne lui appartenait pas en tant que laïque de s’occuper de questions relevant des évêques,.
Toutefois sa tolérance avait des limites et il promulgua des édits contre les sectes hérétiques et les ecclésiastiques sans scrupules. Il interdit les rassemblements de manichéens à Rome en 372 et interdit le donatisme,.
Contrairement à son frère, Valens ne sut ou ne put se tenir éloigné des conflits religieux, particulièrement virulents en Orient. Comme Constance avant lui, Valens était arien. Voulant imposer par la violence ses idées à ses adversaires nicéens, homéousiens et anoméens, dès le début de son règne il bannit des moines et certains évêques dont le patriarche d’Alexandrie Athanase. Son préfet du prétoire, Modestus, païen sous l’empereur Julien mais converti à l’arianisme sous Valens, devint l’instrument de cette répression,. Avec le départ de Modestus en 377 les tensions s’apaisèrent, et pressé par le péril goth, Valens autorisa le retour des évêques qu’il avait chassés. Si, à des degrés divers, les différents empereurs de cette dynastie se montreront relativement tolérants tant à l’endroit du paganisme qui avait permis aux milieux païens, notamment parmi l’aristocratie sénatoriale, de relever la tête durant le règne de Julien, que des différentes confessions chrétiennes, ils se montreront intraitables à l’endroit de la magie et de la divination souvent associées au paganisme. En 368, avertis par des rapports que des pratiques magiques se perpétuaient à Rome, Valentinien, fit arrêter et torturer les suspects dont plusieurs citoyens influents qui furent exécutés. L’affaire conduisit à une sérieuse détérioration des relations entre l’empereur et le Sénat qui protesta énergiquement. De même lorsqu’en 371, Valens apprit que l’un des courtisans païens d’Antioche avait prédit grâce à la divination que son successeur serait quelqu’un dont le nom commençait par les lettres grecques TH-E-O-D, Valens fit arrêter un notaire impérial du nom de Théodose qu’il fit exécuter avec tous ceux qui étaient soupçonnés d’être du complot ainsi que divers païens qui se seraient livrés à la divination .

### Politique étrangère
Tout au cours de leurs règnes, tant Valentinien que Valens durent donner priorité à la défense des frontières menacées par divers ennemis, en particulier le long du Rhin et du Danube au nord-ouest .

#### Frontière nord-ouest

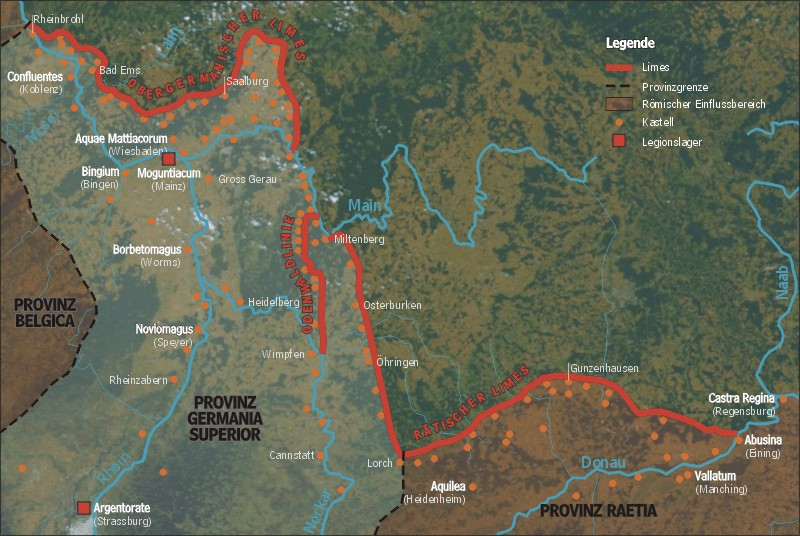
Le « limes germanicus » de 83 à 260.

Valentinien dut d’abord faire face aux Alamans, confédération de tribus germaniques installées depuis 260 dans les Champs Décumates d’où ils s’étaient répandus sur une partie de l’Helvétie (la Suisse), la Décumanie (le pays de Bade) et une partie de la Séquanaise (l’Alsace). Lorsqu’une de leurs délégations se présenta en 364 au camp de Valentinien pour recevoir le tribut habituel, ils furent éconduits par le magister officiorum, Ursatius qui voulut leur donner une somme moindre que son prédécesseur. Outrés, les Alamans traversèrent le Rhin en janvier 365 et envahirent la Germanie et la Gaule romaine ,. Ce n’est qu’avec difficulté que le magister equitum Jovinus parvint à leur infliger de lourdes pertes à Scarpona (aujourd’hui Dieulouard) et à Catalauni (Châlons-sur-Marne), pour enfin les repousser hors de Gaule. Les évènements en Angleterre et dans le nord de la Gaule (sous-chapitre suivant) empêchèrent l’empereur de poursuivre son avantage. De plus, l’empereur tomba si gravement malade à l’été 366 qu’il dut nommer son jeune fils Gratien coempereur en août 367. Décidé d’en finir avec eux, Valentinien passa l’hiver 367 à mettre sur pied une imposante armée et franchit le Rhin et le Main au printemps 368. La grande bataille eut lieu à Solicinium; les Romains furent victorieux mais subirent de lourdes pertes. Une paix temporaire put alors être conclue.
Valentinien fit alors fortifier la frontière de la Rhétie à l’est jusqu’à la Belgique à l’ouest, mais les fortifications furent attaquées par les Alamans au mont Pirus (aujourd’hui le Spitzberg, Rohenburg am Neckar). En 369/370, l’empereur chercha à s’allier les Burgondes qui étaient impliqués dans une dispute avec les Alamans, mais ceux-ci retournèrent chez eux sans joindre leurs forces à celles des Romains. C’est alors que le magister equitum Théodose l’Ancien et son fils Théodose, le futur empereur, attaquèrent les Alamans à travers la Rhétie faisant de nombreux prisonniers qu’ils déportèrent le long du Po en Italie,,,. Éventuellement, pressé sur d’autres fronts, Valentinien fit la paix avec leur roi Macrianus en 374.
Sa décision d’établir des garnisons le long du Danube avait antagonisé les Quades de cette région. La situation se détériora après que le roi des Quades, Gabinus, ait été tué lors de négociations avec les Romains en 374. À l’automne, les Quades traversèrent le Danube, pillant la Pannonie et les provinces du sud. La situation se dégrada encore plus lorsque les Sarmates firent cause commune avec les Quades, causant d’importantes pertes aux légions de Pannonie et de Moesie. Toutefois, ils furent contraints de demander la paix lorsqu’ils rencontrèrent les forces de Théodose qui avait déjà défait l’une de leurs armées. Valentinien devait monter une dernière campagne contre les Quades en aout 375 à partir de sa base d’Aquincum (aujourd’hui Budapest) et réussit à leur infliger de lourdes pertes. Après quoi il devait retourner à Aquincum et de là à Brigetio (aujourd’hui Szöny en Hongrie) où il mourut subitement en novembre .

#### En Angleterre (365-366)

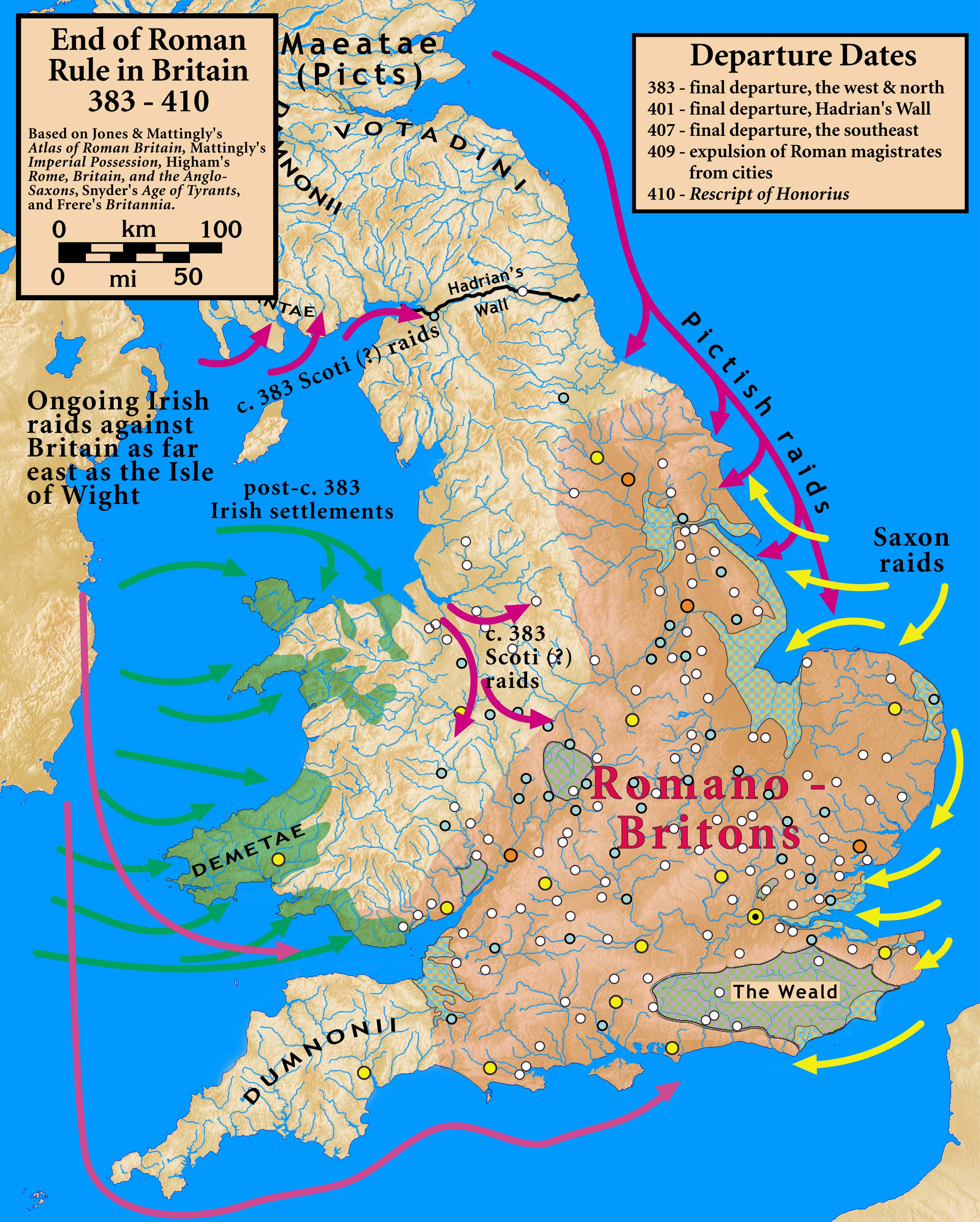
Carte des raids menés par les divers acteurs de « la grande conspiration de 368 ».

En 367, Valentinien reçut des nouvelles alarmantes de Bretagne (l’Angleterre d’aujourd’hui). Selon ce qui semblait être des plans d’invasion concertés, les provinces de la Bretagne romaine étaient menacées par les Pictes, les Scots et les Attacoti venant du nord, alors que des pirates francs et saxons pillaient les régions côtières. Cette révolte devait être connue sous le nom de « grande conspiration » (barbarica conspiratio),. Au moins deux expéditions pour rétablir l’ordre demeurèrent sans succès. Ce n’est que lorsque, revenu à la santé, Valentinien eut envoyé Théodose l’Ancien, comes rei militaris que les Romains purent reprendre Londres. Remontant vers le nord en 369, Théodose dut faire face à une autre rébellion, celle de Valentinus, beau-frère du préfet Maximinus, qui à la suite de quelques crimes vivait en exil en Bretagne. Après avoir remporté la victoire sur celui-ci, Théodose se hâta de restaurer les défenses de la frontières et des principales villes avant de retourner à la cour où il fut promu magister equitum,,. À l’automne de 368, le général Jovinus, qui avait déjà été envoyé en Bretagne sans succès, réussit cette fois à repousser les Francs et les Saxons,.

#### En Afrique (372-373)

Provinces de l'Afrique romaine après la réforme de Dioclétien.

Dans les années 370, les Asturiens, tribu berbère nomade, s’avancèrent au cœur de la province d’Afrique Tripolitaine, razziant les villes romaines de la région. Ces raids auraient été causés par la négligence et la corruption de Romanus, le comes Africae [comte d'Afrique] qui avait de puissants alliés à la cour et avait réussi à cacher la gravité de la situation à l’empereur et à ses envoyés. En 372, Firmus, un prince berbère de la tribu des Iubaleni, avec lequel Romanus s'était disputé, entra en rébellion, ralliant plusieurs régiments romains à sa cause, et se proclamant Auguste. Cette fois, Valentinien se hâta de dépêcher le comte Théodose l’Ancien qui fit arrêter Romanus et, avec l’aide du propre frère de Firmus, Gildon, réussit à reprendre la côte de la Maurétanie césarienne, acculant finalement Firmus au suicide en 374. En dépit de ces succès éclatants, les intrigues qui suivirent la mort de Valentinien en 375 firent en sorte qu’il fut cité à procès et exécuté à Carthage peu après.

#### En Asie mineure (368-375)

La région du Caucase au début du IV.

En Orient, Valens devait faire face au double danger de l’Empire sassanide et des Goths Chapour II (r. 309-379), empereur sassanide, avait envahi l'Arménie, où il fit prisonnier le roi Arshak II, fidèle allié des Romains, qu’il fit mettre à mort. Puis il se dirigea vers Artogerassa dont il fit le siège. On avait mis en sureté le trésor royal et le fils d’Arshak, Papas (aussi appelé Pap) dans la forteresse. Papas fut exfiltré et trouva refuge chez les Romains . Continuant à résister à Chapour, la noblesse arménienne pria Valens de renvoyer le jeune homme en Arménie. Craignant d’enfreindre les termes du traité que Jovien avait conclu avec Chapour en 363, Valens retourna Papas en compagnie du dux Armeniae Terentius, mais sans lui redonner le titre de roi. Pendant ce temps, Chapour continua le siège d’Artogerassa et réussit à s’emparer de la reine mère Pharantzem et du trésor royal. De plus, il réussit à conclure une entente directement avec Papas. À ce stade Valens décida de prendre l’initiative et envoya son magister peditum Arintheus rejoindre Terentius dans la défense de l’Arménie, restaurant le roi Sauromaces II qu’il avait placé sur le trône en Ibérie et qui avait été chassé par Chapour. Ce dernier contrattaqua en envahissant le territoire romain et les deux armées se rencontrèrent à Bagavan (aujourd’hui à l’ouest de Diyadin en Turquie). Devant faire face à une invasion koushane sur sa frontière orientale, Chapour fut forcé d’accepter une paix qui devait durer cinq ans.
Pendant ce temps toutefois, le jeune roi Papas se conduisait avec insolence, exigeant que les Romains lui rendent le contrôle de plusieurs villes dont Édesse. Outré par l’entente entre Papas et Chapour, Valens tenta sans succès de s’emparer du prince ; une seconde tentative eut plus de succès et le jeune homme fut exécuté quelque part en Arménie. Valens mit à sa place un autre Arsacide, Varasdate qui régna sous la régence du sparapet (général) Musel Mamikonean, un allié de Rome.
Au vu de tout ceci, Chapour exigea que les Romains se retirent de l’Ibérie et de l’Arménie, ce que Valens refusa; s’ensuivit de longues tractations sur l’interprétation du traité signé par Jovien . Toutefois, Valens dut abandonner une nouvelle campagne contre les Sassanides en raison d’une révolte d’envergure en Isaurie, région montagneuse à l’ouest de la Cilicie. De plus, en 377, les Sarrasins avaient dévasté une large bande de territoire allant de la Phénicie au mont Sinaï. Valens réussit à mater les deux révoltes, mais dut y consacrer les forces qu’il voulait utiliser plus loin sur sa frontière orientale.

#### Les Goths et les Huns

La guerre des Goths (376-382).

En 366, Valens accusa les Goths d’avoir brisé le traité qu’ils avaient conclu avec Constantin Ier en 332 en aidant l’usurpateur Procope. Les relations entre les deux peuples s’étaient nettement détériorées depuis que Julien avaient renvoyé les négociateurs goths en 362. Aussi Valens avait-il tenté de renforcer la frontière et une série de petites campagnes en 367 et 369 ne réussit pas à obtenir leur soumission. Devant aussi faire face aux Sassanides à l’Est, Valens décida de faire la paix avec les Goths et signa un traité avec leur roi, Athanaric, en 369 aux termes duquel les Goths s’engageaient à ne pas traverser le Danube. Cette promesse devait rester vaine en raison de la pression exercée sur ces derniers par les Huns qui s’avançaient. Ils rencontrèrent dans leur marche les Tervinges d’Athanaric qu’ils forcèrent à franchir le Danube pour s’installer en territoire thrace. Au début de 376, les Tervinges demandèrent la protection des Romains, ce que Valens leur accorda à l’automne. Selon les auteurs de l’époque, leur nombre variait entre 90 000 et 200 000, nombre bien supérieur à ce que pouvait accommoder les autorités romaines locales. D’autant plus que le comes rei militaris de Thrace, Lupicinus, était un militaire corrompu qui tenta de profiter de la situation, vendant certains Goths comme esclaves et demandant un prix exagéré pour la nourriture des autres. Les hostilités se firent de plus en plus vives alors que Lupinus fit arrêter deux chefs goths, Fritigern et Alavivus. Réalisant que la situation devenait incontrôlable, Lupicinus décida d’attaquer les Goths en force près de Marcianopolis en Moésie inférieure (Bulgarie) et fut promptement défait, laissant la frontière de Thrace non protégée. Ce devait être le début d’une guerre avec les Goths qui devait durer de 377 à 382.

### Morts des deux empereurs
Valentinien mourut le 17 novembre 375 à Brigetio (aujourd’hui Szöny en Hongrie) pendant la campagne qu’il menait contre les Quades et les Sarmates en Pannonie. Il semble qu’il fut emporté par une crise cardiaque,. Après sa mort son corps fut embaumé et envoyé à Constantinople où il n’arriva que l’année suivante; il devait être par la suite inhumé dans le mausolée de Constantin attaché à l’église des Saints-Apôtres. À sa mort, Valens devint l’Auguste senior et Gratien, alors âgé de seize ans lui succéda en Occident.
Valens pour sa part mourut lors de la deuxième campagne contre les Goths. Négligeant les conseils de Gratien qui lui demandait d’attendre son arrivée et celle de ses troupes, et ayant été informé que les Goths se dirigeaient vers Andrinople (aujourd’hui Édirne), Valens, assuré d’une victoire facile qu’il ne voulait pas devoir à son jeune collègue repoussa les offres de paix que lui proposaient les Goths en échange de territoires où s’établir et avança vers Andrinople,. De là, il marcha contre les troupes confédérées, laissant derrière une importante garde auprès de ses bagages et du trésor impérial, ce qui diminuait ses forces. Toutefois, ses calculs ne tenaient pas compte d’une partie de la cavalerie gothe partie marauder dans les environs, laquelle tomba sur les Romains le 9 août 378. Ce fut la célèbre bataille d’Andrinople où Valens devait périr soit qu’il ait été mortellement blessé par une flèche, soit qu’il se soit réfugié dans une cabane voisine après que son infanterie ait été mise en pièces, laquelle fut entourée par les Goths qui y mirent le feu sans savoir que l’empereur s’y trouvait,.

## Deuxième génération: Gratien et Valentinien II (375-394)
À la mort de Valens en 378, Gratien qui n’était âgé que de dix-neuf ans devenait l’Auguste senior. Le nouvel empereur ne manifestait aucun attrait pour la vie militaire et n’avait donc pas les faveurs de l’armée. De plus, il était resté à Trèves lorsque son père était parti en campagne et se trouvait donc à des centaines de kilomètres de là. Or, la situation pressait et l’armée était en déroute. Le magister militum Mérobaud, probablement sous l’influence de la deuxième épouse de Valentinien, Justina, et craignant une nouvelle dispute entre candidats opposés comme cela avait été le cas de Valentinien lui-même et de son prédécesseur Jovien, fit venir le jeune Flavius Valentinianus, enfant âgé d’environ sept ans qui était avec sa mère Justina à une centaine de kilomètres de là et le proclama coempereur. Gratien accepta le partage de l'Occident et concéda à Valentinien II l'Illyrie, le prenant sous sa protection et pourvoyant même à l’éducation de l’enfant, ,.

### Gratien (378 – 383)

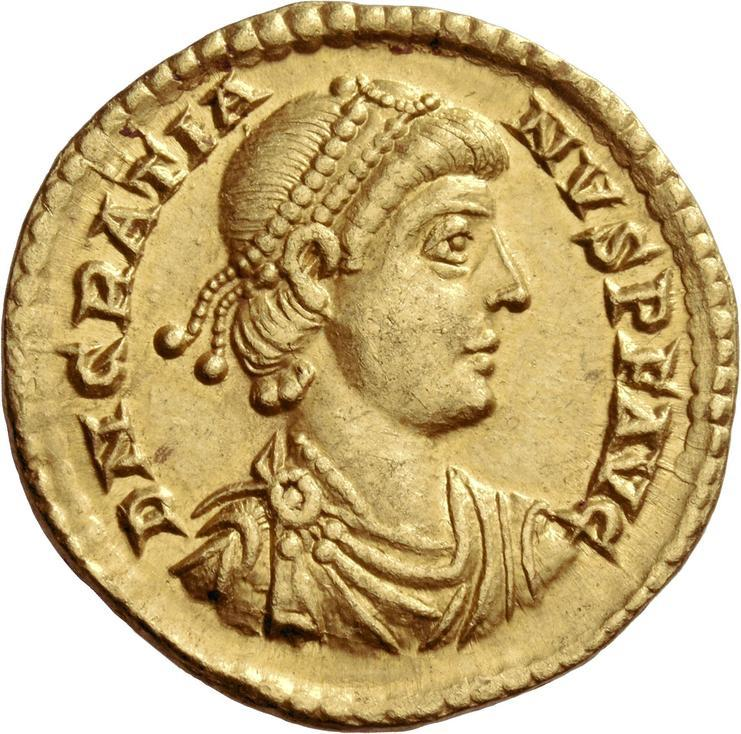
Solidus de Gratien frappé vers 380-382.

La politique intérieure de Gratien fut surtout marquée par la nomination de Théodose comme Auguste en Orient et les controverses religieuses, alors que sur le plan extérieur il dut continuer la lutte contre les Alamans.

#### Politique intérieure
En 378, peu après la bataille d’Andrinople, les Goths ravagèrent la Thrace; l’année suivante ce fut au tour de l’Illyricum. Au même moment plus à l’ouest, la Gaule était menacée à la fois par les Francs et les Alamans. Réalisant qu’il ne pouvait faire face seul à ces deux dangers et qu’il avait besoin de quelqu’un ayant une grande expérience militaire, Gratien se tourna vers le jeune Théodose, fils du comes Théodose l’Ancien, qui après avoir participé aux campagnes de Bretagne (368-369), à celle sur le Rhin contre les Alamans en 370 et avoir été promu dux de Moesie première combattit les Sarmates en Pannonie. Après l’exécution de son père, le jeune Théodose s’était retiré sur ses terres en Espagne. Le 19 janvier 379 il en fit son co-Auguste et lui confia la préfecture du prétoire d’Orient, incluant le diocèse de Thrace et lui ajoutant les diocèses de Dacie et de Macédoine ,,.
Le nouvel Auguste se fixa pour objectif de stabiliser les frontières, d'abord celle du Nord avec les Goths puis celle de l'Est avec les Sassanides. Pour ce faire, il dut renforcer les rangs des légions décimées, ce qu’il fit en recrutant de plus en plus de non-Romains, modifiant ainsi la composition de l’armée pour les générations à venir. Après nombre de batailles, il réussit à mettre un terme à la guerre avec les Goths (376-382) permettant à nombre d’entre eux de s’établir sur le Danube en Moesie inférieure, en Thrace, en Dacie et en Macédoine avec comme obligation de défendre la frontière. Après quoi les deux diocèses de Dacie et de Macédoine purent être rétrocédés à l’empire d’Occident, celui de Dacie retournant sous le contrôle de Gratien, celui de Macédoine sous celui de Valentinien II,.
Sur le plan religieux, la politique que mènera Gratien sera profondément influencée par deux de ses conseillers : au début de son règne par son tuteur, le Gaulois Ausone, puis après le transfert de la capitale à Mediolanum (actuelle Milan) par l’évêque de cette ville, Ambroise.
En 364, l’empereur Valentinien avait fait venir Ausone, un lettré enseignant la grammaire et la rhétorique à Bordeaux; pour être le tuteur de son fils, Gratien. Après la mort de Valentinien, ses conseillers originaires de Pannonie, comme Maximius, préfet du prétoire des Gaules, et Léon, le maitre des offices, furent évincés du pouvoir. Ausone profita de son influence sur l’empereur pour placer parents et amis dans les postes libérés, renforçant ainsi l’influence gauloise à la cour impériale Et bien que Gratien ne visitât probablement jamais Rome  s’appuya aussi sur l’aristocratie sénatoriale chrétienne de Rome : Petronius Probus devint préfet des Gaules en 380 et préfet d’Italie en 383 .
Ardent défenseur de l’orthodoxie, Gratien entra en conflit tant avec divers évêques de province ariens, qu'avec son oncle Valens lui-même arien, ainsi qu’avec la portion de l’aristocratie sénatoriale demeurée païenne. En 378/379, probablement sous l’influence de son tuteur Ausone, Gratien promulgua un « édit de tolérance » qui rappelait les évêques ariens exilés par Valens et assurait la liberté de religion pour tous ,.
Toutefois, quelques mois plus tard, en février 380, Gratien conjointement avec Valentinien II, débarrassé de l’influence de sa mère Justine, fervente arienne, et Théodose émirent l’ « édit de Thessalonique » qui non seulement mettait un terme à la tolérance religieuse en vigueur depuis la mort de Julien mais faisait du christianisme nicéen la seule forme de christianisme autorisé, rendant illégale toute autre religion,. Une fois Théodose bien établi en Orient, en 381, Gratien ramena sa capitale en Italie, à Mediolanum. Ce transfert semble avoir mis fin à l’influence des cercles gaulois, l’empereur préférant laisser aux hauts fonctionnaires, entre autres aux préfets du prétoire issus de l’aristocratie sénatoriale de Rome comme Sextus Petronius Probus la gestion de l’administration courante.
En même temps, Gratien, dont la ferveur religieuse ne s’était jamais démentie, devait sinon tomber sous l’influence de l’évêque de cette ville, Ambroise, à tout le moins établir avec lui des liens étroits de coopération et sa politique religieuse marquera profondément les derniers mois de son règne.
Prenant de manière de plus en plus affirmée le parti du christianisme nicéen, en 382, Gratien fait retirer de la salle de réunion de la curie du Sénat la statue de la Victoire et supprime certains privilèges financiers des vestales au grand dam d'une aristocratie païenne encore influente à Rome. Selon Zosime — longtemps relayé par l'historiographie chrétienne — Gratien serait l'un des premiers empereurs à avoir refusé le titre et le manteau de Pontifex maximus mais cette affirmation est aujourd'hui largement remise en question. Enfin, en 383, Gratien promulgua une « loi contre l’apostasie » qui faisait de celle-ci un crime punissable selon la loi.

#### Mort de Gratien (383); usurpation de Magnus Maximus (383-388)
En juin 383, alors que Gratien était en Gaule pour aller à la rencontre des Alamans qui s’avançaient en Rhétie, il apprit qu’une rébellion sous la direction du comes Britanniarum Magnus Maximus (r. 383-388) avait éclaté en Bretagne où l’élévation de Théodose avait créé un mécontentement. Magnus Maximus fut acclamé Auguste par ses troupes au printemps de la même année et traversa la Manche, établissant son camp à Lutèce (Paris). Les légions stationnées le long du Rhin se joignirent à lui alors que celles de Gaule demeurèrent loyales à Gratien. Après cinq jours d’escarmouches entre les deux camps, les troupes de Gratien commencèrent à perdre confiance en lui et leur général, Mérobaud, se rangea du côté de l’usurpateur, forçant Gratien à fuir. Poursuivi par le magister equitum de Maximus, Andragathius, Gratien fut appréhendé alors qu’il passait le Rhône à Lugdunum (Lyon). Il fut exécuté avec ses ministres le 23 août,,. Ayant pris le contrôle du territoire, Maximus établit sa cour dans la résidence impériale de Gratien, à Trèves.
Alors âgé de douze ans, Valentinien II (r. 375-392) devenait le seul Auguste légitime en Occident et résidait en Italie avec sa mère. Maximus tenta de le persuader de venir s’installer à Trèves, mais Ambroise, craignant une traitrise, s’y opposa. Maximus se tourna alors vers Théodose dont il réclama la reconnaissance. Mais celui-ci était occupé à établir sa propre dynastie, ayant proclamé son fils ainé, Arcadius (r. 383-408), Auguste en 383 et des menaces sur sa frontière orientale excluaient toute intervention militaire à l’ouest.
Éventuellement, Théodose se résolut à reconnaitre l’usurpateur et négocia une trêve précaire entre Valentinien et Maximus qui devait durer quelques mois. Maximus conservait la partie ouest de l’empire occidental y compris la Bretagne (l’Angleterre), l’Espagne et la Gaule, alors que Valentinien gardait l’Italie, l’Afrique et l’Illyricum. Théodose, qui s’était entretemps épris de la sœur de Valentinien II et l’avait épousé,, se décida à intervenir lorsque Magnus Maximus brisa l’accord, envahissant l’Italie en 386 ou 387. Valentinien en compagnie de sa mère réussirent à fuir et à se réfugier à Thessalonique à l’automne 387 pendant que Magnus Maximus prenait le consulat à Milan en 388. À l’automne 388, Théodose dont les troupes étaient commandées par les magister militum Richomer et Arbogast débarqua à l’embouchure du Tibre et défit Magnus Maximus qu’il fit exécuter à Aquilée le 28 août,,.

### Valentinien II (383 – 392)

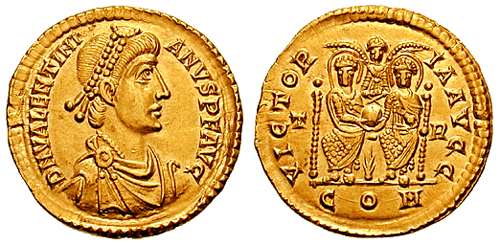
Solidus frappé par Valentinien II. Au verso on retrouve Valentinien et Théodose célébrés comme triomphateurs.

Pendant la période où Valentinien régna à Milan (375–387) la question religieuse ressurgit. Avec la mort de Gratien en 383, l’aristocratie païenne de Rome espérait voir le jeune empereur agir avec plus d’empathie que Gratien et, à l’automne 384, le sénateur Q. Aurelius Symmachus, alors préfet de Rome, plaida pour que l’empereur permît le retour de l’autel de la Victoire à la Curia Julia. Mais l’évêque de Milan, Ambroise, s’y objecta fermement et la tension monta entre la cour de Milan et l’aristocratie de Rome,. La crise éclata lorsque, en mars 386, la cour demanda que la cathédrale Basilica Nova de Rome soit mise à la disposition de la communauté arienne pour y célébrer Pâques, demande qu’Ambroise rejeta catégoriquement. Une proposition du préfet de la Ville de lui substituer une autre église fut également rejetée et, lorsque l’armée voulut prendre de force l’édifice, la foule parmi laquelle se trouvait Augustin d’Hippo s’y barricada. Finalement, l’empereur dut faire marche arrière sous la pression populaire mais les relations entre la cour de Milan et l’Église demeurèrent tendues. Finalement, en janvier 386, Valentinien émit un décret de tolérance à l’endroit des chrétiens de confession arienne à l’occasion d’une visite officielle de l’évêque arien Auxentius. Après avoir défait Magnus Maximus en 388, Théodose s’installa à Milan où Valentinien II put retrouver son trône, mais entouré des conseillers de Théodose qui, en pratique, devenait le véritable maître des deux parties de l’empire. Pendant ce séjour qui devait durer jusqu’en 391, Théodose maintint la position de Gratien face aux païens qui plaidèrent à nouveau mais en vain pour le retour de l’autel de la Victoire; il entra à son tour en conflit avec l’évêque Ambroise à nombre d’occasions, lequel menaça l’empereur d’excommunication à la suite du massacre de Thessalonique en 390. L’Église catholique nicéenne affirmait ainsi sa suprématie au point où elle put forcer l’empereur à se tourner contre les païens en février 391.
Quelques mois plus tard, le 15 avril 391, Théodose décida de retourner en Orient pour régler un conflit ayant surgi entre son fils ainé, Arcadius, maintenant âgé de quatorze ans et sa deuxième épouse, Galla. Avant de partir toutefois, il consolida son pouvoir sur l’ouest en envoyant le jeune Valentinien, maintenant âgé de dix-neuf ans, à Trèves avec sa cour, lui donnant juridiction sur l’ouest de l’empire. En même temps, il plaçait le jeune homme sous la régence officieuse de son magister militum, le Franc Arbogast qui avait défait ses compatriotes en 389,. En Italie, il mit l’administration civile sous le contrôle du préfet de la Ville Virius Nicomachus Flavianus. Cet arrangement lui permettait de contrôler l’ouest du territoire indirectement et l’est, à partir de l’Italie, directement à partir de Constantinople.
Son « protecteur » parti, Valentinien tenta de s’émanciper et, au printemps 392, démit Arbogast de ses fonctions. Ce dernier refusa arguant que seul Théodose pouvait annuler sa nomination. Le 15 mai 392, Valentinien II fut retrouvé mort à Vienne en Gaule. Il était alors âgé de vingt-et-un ans; sa mort fut due à un suicide ou à un complot mené par Arbogast,.

### Interrègne des Théodosiens (392-423)

#### Théodose empereur senior

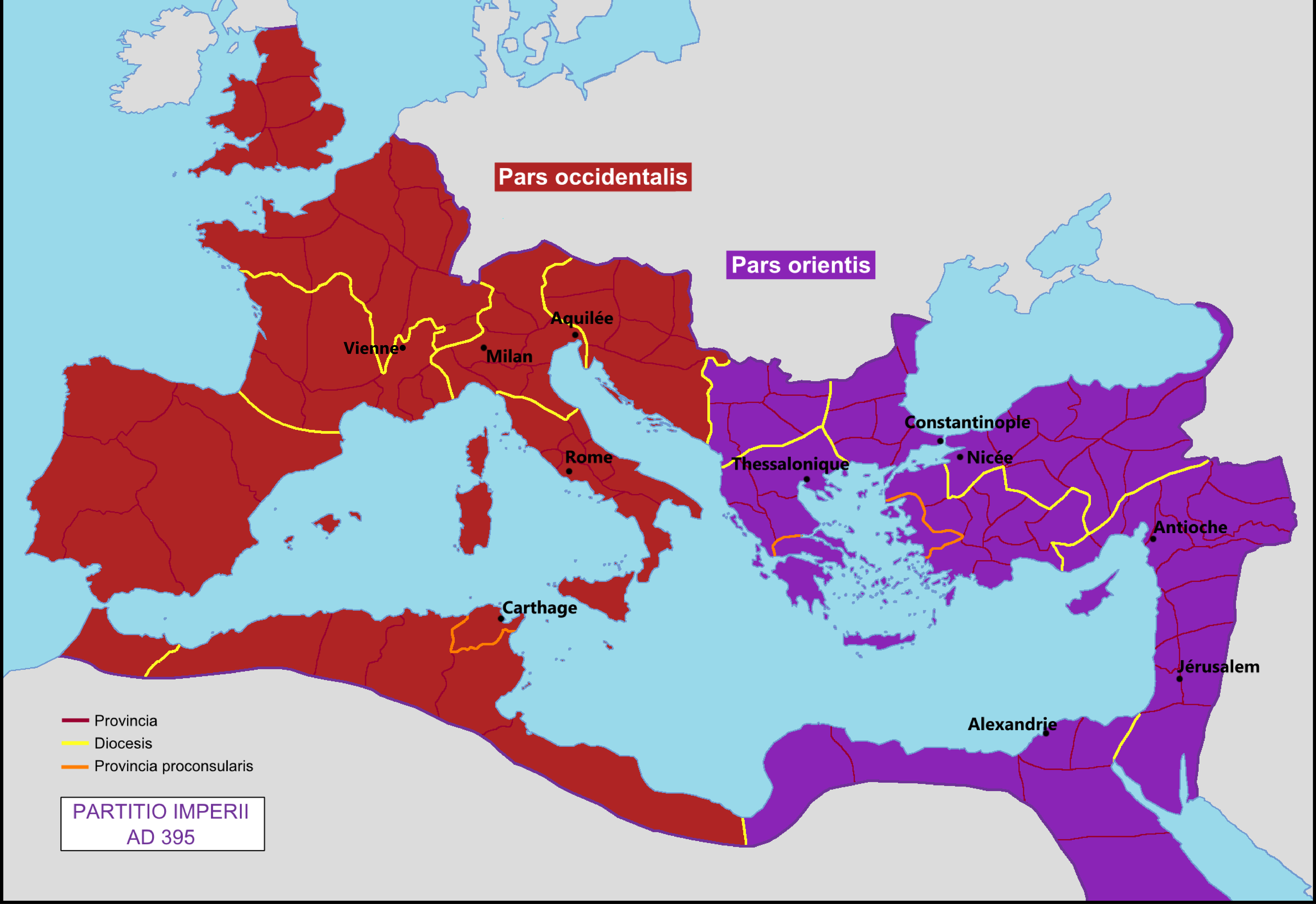
L’Empire romain au moment de l’usurpation d’Eugène.

À la mort de Valentinien II, Théodose devenait le seul empereur adulte. Il avait entretemps élevé son fils, Arcadius, âgé de cinq ans, à la dignité de coempereur pour l’Orient; Honorius qui avait déjà été présenté aux Romains lors d’une courte visite à Rome en 389 après la défaite de Magnus Maximus fut élevé au rang d’Auguste pour l’Occident quatre ans plus tard. Ses deux fils de même que leur sœur Pulchérie étaient les deux seuls survivant de son premier mariage avec Aelia Flacilla. À la mort de sa première épouse en 386, Théodose avait renforcé sa légitimité dynastique en épousant la sœur cadette de Valentinien II (et donc fille de Valentinien Ier et de Justina), Galla en 387. Le couple eut un fils, Gratien (né en 388/389), qui mourut en bas-âge et une fille, Aelia Galla Placidia (née en 392/393). Un second fils que l’on appela Jean serait né en 394. Galla elle-même devait mourir en avril 394.
La nomination d’Honorius comme Auguste en Occident visait entre autres à mettre fin à la tentative d’usurpation du pouvoir à Rome par le magister officiorum (chef des bureaux) ou magister scriniorum (secrétaire en chef) Eugène. Très lié au général Arbogast, lequel d’origine franque ne pouvait accéder lui-même au pouvoir , celui-ci fut acclamé Auguste le 22 août 392, soit trois mois après la mort de Valentinien II à Vienne ou à Lugdunum, et ajouta à son nom celui de Flavius. Celui-ci étant très lié au général Arbogast à qui il devait sa carrière, et Arbogast lui-même ayant été soupçonné d’avoir fait assassiner Valentinien II, l’historiographie a longtemps vu en lui l’homme de paille du général franc.
Eugène tenta, mais en vain d’obtenir la reconnaissance de Théodose, envoyant deux ambassades à cet effet et cherchant l’appui de l’évêque Ambroise comme négociateur,. Ce dernier toutefois refusa de le reconnaitre, tout comme le comes Africae Gildon, précédemment révolté contre Valentinien II, lequel reprit le ravitaillement de Rome. Avec la nomination de Flavius Honorius comme Auguste d’Occident, l’affrontement devint inévitable, Eugène étant considéré comme un usurpateur. Théodose s’y prépara avec soin durant l’hiver 393-394 et les deux camps s’affrontèrent les 5 et 6 septembre 394, à la bataille de la Rivière Froide (aussi appelée bataille du Frigidus), probablement la rivière Vipava, non loin d'Aquilée : les troupes d’Eugène se débandèrent, lui-même fut fait prisonnier et exécuté,. Arbogast se donnera la mort quelques jours plus tard.
Honorius que son père avait fait appeler à Milan put alors faire son entrée comme Auguste le 1er janvier 395 ; deux semaines plus tard, le 17, Théodose lui-même devait décéder subitement,.

#### Les fils de Théodose (395-425)
Théodose se révèle le dernier empereur de l’Empire romain unifié.
Ses deux fils, Flavius Arcadius et Flavius Honorius étant encore mineurs à la mort de leur père, ce sont leurs « protecteurs » respectifs (en latin : parens) qui gouvernent véritablement, très souvent en conflit l’un avec l’autre. Le plus influent sera Stilicon, un Vandale, commandant en chef (comes et magister utriusque militiae praesentalis) de l’armée de Théodose dont il a épousé la nièce en 384. À la mort de Théodose, il prétend avoir reçu la régence pour l’ensemble de l'Empire. Il ne réussit cependant pas à imposer son autorité à l'Empire romain d'Orient, se heurtant à l’opposition de Rufin, préfet du prétoire de Théodose, protecteur d'Arcadius en Orient. De 395 à 408, il exerce la régence sur le seul Empire romain d'Occident et pour renforcer son pouvoir fait d’abord épouser sa fille Maria par Honorius, et à la mort de celle-ci, sa deuxième fille Thermentia. L’unité de l'Empire est dès lors bel et bien rompue, les deux frères se disputant même le contrôle de certains territoires à la limite des Empires d'Occident et d'Orient, notamment la préfecture d'Illyrie.
En Occident, cette période est marquée par une « barbarisation » croissante de l’armée et une installation massive de barbares sur les terres de l’empire, notamment des Wisigoths et des Burgondes en Gaule. L’Angleterre est abandonnée et l’Italie, progressivement infiltrée par diverses forces, se recroqueville sur elle-même, ne cherchant plus à gouverner la région.
Au contraire, en Orient, Constantinople jouit d’une paix relative avec ses voisins perses à l’est, mais demeure vulnérable en Thrace et en Macédoine aux attaques d’Alaric. Les réformes dans le commandement de l’armée, illustrée par l’émergence d’un magister utriusque militiae, très souvent d’origine germanique, renforcent le pouvoir des chefs militaires face à un empereur sans grande personnalité.
Au cours de cette période les deux parties de l’empire sont au pire ouvertement hostiles l’une envers l’autre, au mieux se refusent à coopérer.

#### Invasion de l’Italie (400-408) et usurpation de Constantin III (407-411)

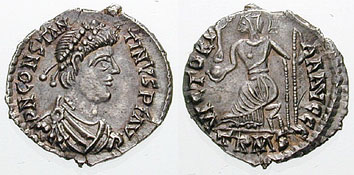
L’usurpateur Constantin III. Au revers son programme politique : la victoire et Rome, assise tenant le globe du monde.

À l’été 401, Alaric, roi des Wisigoths, pénétra en Italie, avançant vers Mediolanum jusqu’à ce que sa progression soit arrêtée à Pâques 402 par Stilicon dans le Piedmont. Devant cette menace, Honorius déménagea sa cour de Mediolanum vers Ravenne plus au sud, affaiblissant ainsi la présence romaine au nord des Alpes. En 405, le nord de l’Italie fut envahi par les Ostrogoths de Radagaise avant d'être battus par Stilicon lors de la bataille de Fiesole. L’année suivante, diverses vagues de barbares traversèrent le Rhin et déferlèrent sur la Belgica et la Gaule jusqu’aux Pyrénées, s’emparant de plusieurs villes fortes romaines dont Trèves.
Au même moment, en Angleterre, les soldats considérant que le gouvernement impérial les avait abandonnés proclamèrent leurs propres empereurs, Marcus et Gratien en 406 et 407, suivi de Constantin III en 407. Pour défendre la Gaule envahie par les Barbares, Constantin quitta la Bretagne avec toutes ses troupes, laissant celle-ci sans défense et s’établit à Trèves d’abord, puis à Arelate (l'actuelle Arles). En 410, Constantin, accompagné de son fils Constant qu’il a fait césar dès 408, se rendit en Italie pour secourir Rome des invasions barbares et y asseoir son autorité ; le faible Flavius Honorius le reconnut comme co-empereur. Mais pendant ce temps, son général Gerontius, qui gouvernait l’Hispanie en son absence se révolta à son tour et nomma un nouvel usurpateur; il affronta alors l’armée du fils de Constantin, le césar Constant, qu’il battit et fit exécuter. Constantin se réfugia alors à Arles, mais l’armée impériale commandée par le général Constantius arriva, défit Gerontius et mit le siège devant la ville. Constantin négocia alors la reddition d’Arles contre sa propre liberté. Il fut tout de même arrêté et exécuté en aout ou septembre 411.
Stilicon avait échoué à prévenir l’invasion de groupes Vandales, Alains, Suèves et Burgondes qui, profitant dans la nuit du 31 décembre 406 du fait que le Rhin avait gelé, s’étaient répandus en Gaule après avoir maitrisé la garnison romaine de Mogontiacum. De même, à l’automne 407, il n’avait pu mettre en échec Constantin III. L’opposition à son endroit devenait de plus en plus forte à Ravenne. Condamné par l'empereur pour crime contre l'État, Stilicon mourut le 22 août 408. Les proches de Stilicon furent aussi arrêtés, certains assassinés et leur fortune confisquée. Dans les villes d'Italie, une violente et sanglante réaction anti-barbare poussa de nombreux fédérés à rejoindre Alaric.
Le résultat fut que de nombreux barbares firent défection en faveur d’Alaric. Dès lors celui-ci se sentit en position de force pour envahir à nouveau l’Italie, cette fois avec l’aide de son beau-frère, Athaulf. Leurs troupes marchèrent sur Rome devant laquelle elles parvinrent à l’automne 408. Après avoir reçu une rançon, Alaric se retira en Étrurie, pendant qu’Honorius acceptait que Constantin III devienne coempereur l’année suivante. Les négociations entre Ravenne et Alaric ayant échoué, ce dernier marcha à nouveau sur Rome où le Sénat capitula, nommant le préfet de la Ville, Priscus Attalus, comme nouvel empereur, Alaric comme magister utriusque militiae et Athaulf comes domesticorum equitum. Les relations demeurèrent tendues et Alaric attaqua Rome une troisième fois, la mettant à sac en août 410. Il devait toutefois mourir peu après cédant sa place à Athaulf qui ramena les Goths en Gaule.
Pendant ce temps les relations entre Honorius et Constantin ne cessaient de se détériorer. Constantin s’établit à Arelate d’où il contrôlait les entrées à la fois de l’Italie et de l’Espagne par la Via Domitia. La situation se compliqua encore lorsqu’apparut en Espagne un nouvel usurpateur, Maximus (r. 409 – 411). Toutefois le règne de ce dernier devait être bref, ses forces le désertant, alors que celles d’Honorius conduites par le général Flavius Constantius réussissaient finalement à capturer et à exécuter Constantin en septembre 411.
La mort de Constantin délivrait le sud-est de la Gaule et les approches de l’Italie pour Honorius. Un nouvel usurpateur, Jovinus (r. 411-413) apparut alors à Mogontiacum (Mayence en Allemagne) qui s’allia pour un certain temps avec Athaulf lequel toutefois promit à Honorius de s’en emparer; cette entente ne dura guère et les Wisigoths s’emparèrent alors de l’Aquitaine et de Burdigala (aujourd’hui Bordeaux) dans le sud-ouest de la Gaule, ainsi que de la province adjacente de Narbonnaise dans le sud-est.

## Troisième génération: Galla Placidia et Constance III (392-450)

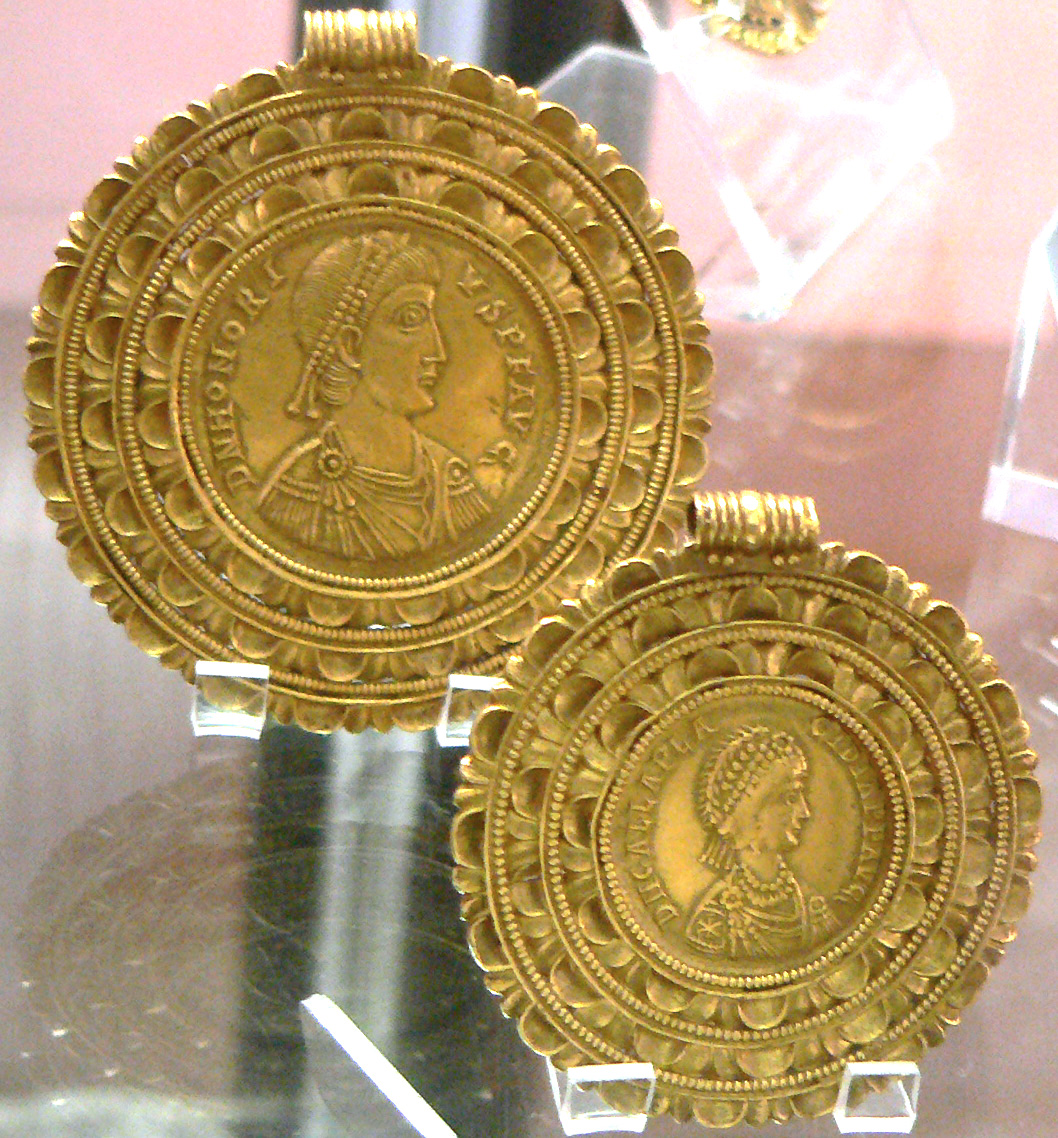
Médaillon de Galla Placidia et d’Honorius, Ravenne, 425.

Galla Placidia était la fille de Théodose Ier et de sa seconde épouse, Galla, laquelle était elle-même fille de Valentinien Ier et de sa seconde épouse Justina . On ignore l’année exacte de sa naissance qui dut être 388/389 ou 392/393 alors que son père faisait campagne contre l’usurpateur Magnus Maximus et que sa mère était restée à Constantinople,. Elle était donc également la demi-sœur d'Arcadius et d'Honorius, ses aînés.
À la mort de Théodose, elle accompagne Honorius, désigné pour régner sur l'Empire romain d'Occident sous la tutelle du général Stilicon, lequel l’a recueillie à la mort de sa mère en 394 et l’élève avec ses propres enfants. Celui-ci, qui a déjà marié sa fille Marie à Honorius en 399, renforce ses liens avec la famille impériale en fiançant son fils Eucher, encore adolescent, à Galla Placidia. Le mariage n'aura cependant pas lieu; Stilicon sera arrêté et exécuté avec son fils et son épouse en août 408.
Ceci se passait durant l’avance des Wisigoths sur l’Italie. En 410, Gallia Placida fut enlevée par ceux-ci au terme du sac de Rome et amenée dans le sud de l’Italie où Alaric devait être remplacé après sa mort par Athaulf . Devenue otage, Galla Placidia devait être objet de marchandage entre les Wisigoths et les Romains pendant les trois années qui suivirent,. Toutefois, durant cette même période, Galla Placidia épousa Athaulf, probablement à Narbo (aujourd’hui Narbonne) où ce dernier après être retourné en Gaule avait établi sa cour sur la Via Domitia. Ils eurent un fils qui fut appelé Théodose, . C’est alors qu’Honorius envoya son magister militum, le brillant général Flavius Constantius bloquer les ports méditerranéens de la Gaule. En 415, Athaulf dut battre en retraite et se replier sur le nord de l’Espagne, accompagné de Galla Placidia et de leur fils Théodose qui mourut en cours de route. À l’été 415, Athaulf fut assassiné et, après un court intermède, fut remplacé par Wallia, lequel désespéré échangea l’année suivante Galla Placidia contre de la nourriture pour son peuple et la promesse d’aider les Romains dans leur lutte contre les autres tribus barbares. Aux termes du même traité, Galla Placidia fut retournée à Ravenne où Honorius la força à épouser le général Constantius le 1er janvier 417,. Le couple eut d’abord une fille, Justa Grata Honoria , suivie de peu par un garçon nommé Valentinien en juillet 419,,. Impressionné par les succès de son général qui avait permis de reprendre le contrôle de la plus grande partie de l’Espagne et de la Gaule en 420, l’empereur promut Flavius Constantius au rang d’Auguste sous le nom de Constance III (r. fév. 421- sept. 421) en février 421 ; Galla Placidia fut élevée au rang d’Augusta et Valentinien à celui de nobilissimus puer, indiquant ainsi qu’il aurait droit à la succession. Toutefois ces titres ne furent pas reconnus par la cour d’Orient et Constance III devait mourir quelques mois plus tard, en septembre 421,.
Devenue veuve, Galla Placidia s’impliqua en politique et dans les affaires religieuses, si bien que ses relations avec Honorius se détériorèrent au point où elle dut quitter Ravenne en 422 pour se réfugier à Constantinople avec ses enfants, Honoria et Valentinien,,.

## Quatrième génération: Valentinien III et Honoria (423-455)

### Régence de Gallia Placidia

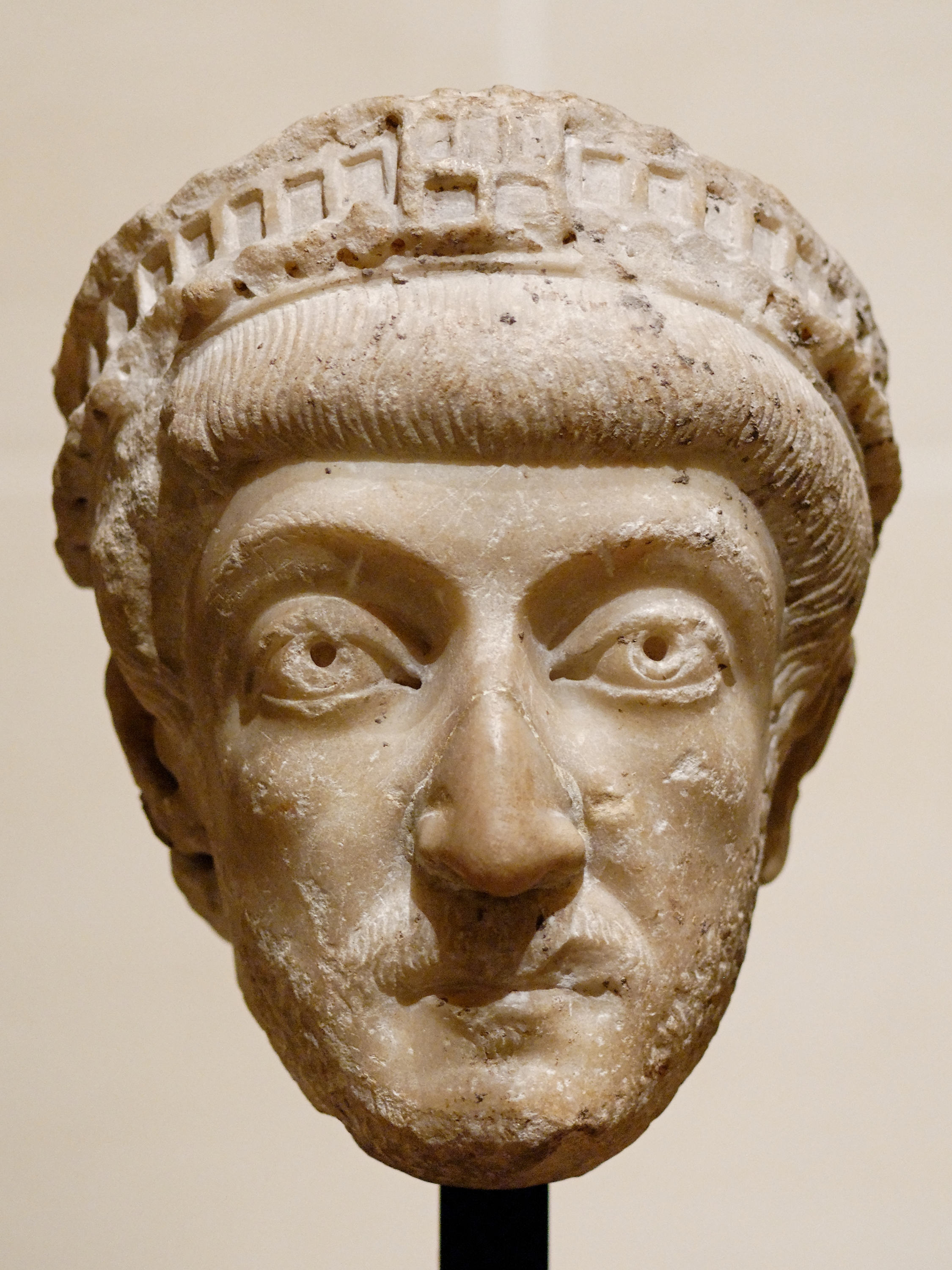
Tête de Théodose II, (Musée du Louvre).

Le 15 août 423, Honorius meurt d’un œdème pulmonaire, laissant ainsi Galla Placidia comme seule souveraine à l’ouest, mais non reconnue à l’est. En Orient, le fils ainé de Théodose Ier, Arcadius (r. 383-408) est mort en 408; son fils, Théodose II (r. 402-450) alors âgé de 22 ans, lui succède et se considère seul empereur légitime pour l’ensemble de l’empire,. Mais à Rome, le primicerius notariorum, Joannes (r. 423-425) usurpe le pouvoir et se déclare Auguste pour l’Occident. Pour contrer cette menace, Théodose II se décide à reconnaitre le père de Valentinien comme Auguste et le jeune Valentinien, alors âgé de 5 ans, comme « césar » le 23 octobre 424. Théodose le fiance immédiatement à sa propre fille, Licinia Eudoxia (le mariage a lieu en 437, Valentinien ayant alors atteint ses 18 ans). L’année suivante, Joannes ayant été défait, Valentinien est installé comme Auguste à Rome le 23 octobre à l’âge de six ans.
Galla Placidia devient alors régente. L’un de ses premiers gestes est d’installer le général Félix comme magister utriusque militiae pour l’Occident pour contrer les fréquentes incursions des peuples barbares qui encerclent maintenant l’empire réduite à l’Italie et aux provinces économiquement vitales d’Afrique du Nord. La chose est d’autant plus difficile que la discorde r-gne entre les trois principaux chefs militaires, Flavius Felix, le chef des armées, Bonifacius, le magister militum per Africam et Flavius Aetius, le magister militum per Gallias qui avait appuyé l’usurpateur Johannes. Aetius doit parvenir à triompher de ses rivaux et à se nommer en 433, patrice, réussissant à renverser quoique temporairement quelques-unes des pertes subies à la fin des années 430.
La régence de Galla Placidia s’achève à la fin de 437, lorsque Valentinien se rend à Constantinople épouser sa fiancée. À son retour à Rome, maintenant majeur, il est en théorie le seul Auguste, mais en réalité, le gouvernement est aux mains d’Aetius, sénateur romain et général. Galla Placidia continue à vivre à Constantinople, mais son influence s’amenuise graduellement. Femme d’une grande piété, elle se lance dans la construction d’églises à Jérusalem, Ravenne et Rome. Elle meurt le 24 novembre 450,,.

### Valentinien III

L’invasion des Huns en Gaule en 451.

La chute de Carthage aux mains des Vandales en 439 suivie de l’invasion de la Sicile, de même que les invasions des Huns sur le Danube en 441 vont précipiter une nouvelle crise. L’ensemble de la décennie 440 est consacrée à maintenir le contrôle romain sur l’Hispanie et la Gaule, alors que les pertes de territoires avec leurs conséquences économiques pour le Trésor public continuent à affaiblir le gouvernement de Ravenne.
La crise s’accentue lorsque la sœur ainée de Valentinien, Honoria, déconsidérée après un scandale impliquant l’un de ses intendants, appelle Attila, à son secours, s’offrant ainsi que la moitié de l’empire au chef hun contre son aide.
Cela suffit à Attila pour quitter les Balkans où il s'est installé. Suivant le Danube, il traverse le Rhin au début de 451 à Mogontiacum (Mayence) pour ensuite ravager la Belgique et le nord de la Gaule jusqu’à Cenabum (aujourd’hui Orléans). Il est arrêté par Aetius près de Châlons-en-Champagne lors de la bataille du champ Mauriacus, fin-juin ou début-juillet.
Attila doit retourner en Pannonie. L’année suivante il traverse la Vénétie et le nord de l’Italie, s’emparant d’Aquilée, Patavium (aujourd’hui Padoue), Mantua, Verona et Brixia (aujourd’hui Brescia). Aquilée est complètement détruite et Aeius peut seulement harceler l’adversaire jusqu’à ce que l'Empire d’Orient vienne à la rescousse en lançant une offensive sur le flanc d’Attila, obligeant celui-ci à se retirer à nouveau. La mort du chef hun l’année suivante (453) va provoquer la dislocation de l’empire des Huns.
Valentinien, maintenant âgé de trente-quatre ans, n’ayant plus besoin d’Aetius, le fait assassiner en septembre 454, et va lui-même être assassiné par les gardes du corps de sa victime le 16 mars 455.

## Cinquième génération: Placidia et Eudocia (455-484)

Galla Placidia, dernière impératrice de l’Empire romain d’Occident (Musée Saint-Raymond, RA 82).

Valentinien n’ayant pas d’héritier mâle, la dynastie s’éteint avec lui. Ses deux filles, Eudocia (439-466/474) et Placidia (439-484), représentent la cinquième et dernière génération à accéder quoique brièvement au trône. Lors de la mort de Valentinien, le sénateur Petronius Maximus (r. 455-455), qui a comploté avec Valentinien la mort d’Aetius, s'empare du trône. Comme d’habitude à l’époque, il force la veuve de Valentinien, Licinia Eudoxia, fille de Théodose II, à l’épouser pour établir une légitimité dynastique. Cette succession n'est toutefois pas reconnue par l’empereur en Orient. Il poursuit ses ambitions en nommant son fils, Palladius césar et en lui faisant épouser Eudocia, pourtant déjà promise à Hunéric, fils du roi vandale Genséric. Vers 455 la sœur de celle-ci, Placidia, épouse ou se fiance au sénateur Olybrius qui appartenait à la noble famille Anicia,. Pour se venger, la nouvelle impératrice Licinia Eudoxia appelle Genséric à l’aide. Les Vandales répondent immédiatement à l’appel, mettant voile vers Rome depuis Carthage et pillent la ville. Maximus tente de fuir avant leur débarquement mais, reconnu parmi la foule, il est lynché et son corps jeté dans le Tibre. Son fils Paladius est sans doute lui aussi exécuté. Puis Genséric retourne à Carthage avec l’impératrice et ses deux filles comme otages. Le mariage d’Eudocia et d’Hunéric peut alors se dérouler.
Un dernier chapitre concerne le sénateur Olybrius qui se trouvait, selon l’historien du VIe siècle Jean Malalas, à Constantinople à ce moment. L’empire d’Occident voit pendant ces années se dérouler une rapide succession d’empereurs installés sur le trône par les Wisigoths : Avitus (r. juillet 455 – octobre 456), Majorien (r. avril 457 - août 461), Libius Severus (r. novembre 461 - septembre 465), Anthémius (r. avril 467 - juillet 472).
Le véritable maitre de l’empire depuis 456 est alors Ricimer. De Constantinople, Olybrius cherche pendant sept ans à faire libérer sa fiancée/son épouse. En 462, Genséric qui apprécie Olybrius et les liens déjà tissés avec la dynastie valentinienne, libère Galla Placidia la Jeune et sa mère, qui s’installent finalement avec lui à Constantinople dans un palais situé le long de la branche nord de la Mésè, Ta Olybriou, au sud-est du quartier des Constantianae.
En 464, Olybrius est nommé consul pour l'Empire romain d'Orient.
En 472, le patrice Ricimer entre en conflit ouvert avec Anthémius. Contre lui, il appelle Olybrius, qui bénéficie d'une certaine légitimité comme gendre de Valentinien III, et dispose de l'appui de la classe sénatoriale et de Genséric. Olybrius débarque en Italie, et est proclamé empereur devant Rome assiégée en mars ou avril 472. Il meurt d’un œdème, vraisemblablement le 2 novembre de la même année,. Placidia devient alors impératrice, tout en continuant à résider à Constantinople avec sa fille.

## Chronologie[227]
- 363 – Mort de Julien en Mésopotamie ; acclamation de Jovien comme empereur par les troupes
- 364 – Mort de Jovien; acclamation de Valentinien et de Valens ; première division de l’empire
- 365 – Usurpation de Procope (Orient) ; Valentinien Ier lance une campagne contre les Alamans (Occident)
- 366 – Premier consulat de Gratien, fils de Valentinien Ier(Occident) ; naissance de Valentinianus Galates, fils de Valens (Orient)
- 367 – Gratien alors âgé de 8 ans devient Auguste; le comte Théodose réprime une révolte en Angleterre (Occident); Valens lance la guerre contre les Goths (Orient)
- 369 – Premier consulat de Valentianus Galates (Orient) ; début des procès pour pratiques magiques à Rome (Occident)
- 370 – Fin de la guerre avec les Goths ; Valens s’installe à Antioche (Orient)
- 371 – Naissance de Valentinien II (Occident)
- 372 – Procès pour pratiques magiques à Antioche
- 373 – Le comte Théodose (père du futur empereur) commence les opérations en Afrique contre Firmus (Occident)
- 375 – Mort de Valentinien Ier ; Valentinien II est proclamé Auguste ; le comte Théodose est exécuté, son fils Théodose se retire sur ses terres en Espagne (Occident)
- 376 – Début d'une nouvelle guerre des Goths en Thrace (Orient)
- 377 – La tension croit parmi les réfugiés goths de Thrace (Orient) ; le jeune Théodose prend son commandement sur le Danube (Occident)
- 378 – Bataille d’Andrinople; mort de Valens (Orient)
- 379 – Théodose est proclamé Auguste en janvier (Orient) ; l’Illyricum jusque-là partie du prétoire d’Italie-Illyricum-Afrique passe temporairement à la préfecture du prétoire d’Orient
- 380 – Guerre contre les Goths dans les Balkans ; Théodose entre à Constantinople (Orient)
- 381 – La cour de Gratien s’installe définitivement à Milan ; l’Illyricum retourne au prétoire d’Italie-Illyricum-Afrique (Occident)
- 382 – Traité de paix avec les Goths (Orient)
- 383 – Arcadius, fils de Théodose devient Auguste en janvier (Orient) ; usurpation de Magnus Maximus et mort de Gratien ; Valentinien II installe sa cour à Milan (Occident)
- 384 – Symmachus est fait préfet de la Ville à Rome ; naissance d’Honorius, fils de Théodose ; mort de Damase et élection de Siricius comme évêque de Rome (Occident)
- 385 – Premier consulat d’Arcadius encore enfant ; le préfet du prétoire d’Orient, Cynegius voyage à travers le Levant pour y détruire les temples (Orient)
- 386 – Le préfet du prétoire de Magnus Maximus, Euodius, devient consul en même temps que le fils de Théodose, Honorius (Occident)
- 387 – Magnus Maximus envahit l’Italie ; Valentinien II se réfugie à Thessalonique (Occident)
- 388 – Théodose défait et fait exécuter Magnus Maximus, puis fixe sa résidence en Italie (Occident)
- 389 – Valentinien II fixe sa résidence à Trèves ; Théodose visite Rome (Occident)
- 390 – Massacre de Thessalonique suivie de tensions entre Théodose et l’évêque Ambroise (Occident)
- 391 – Théodose retourne à Constantinople (Orient)
- 392 – Mort de Valentinien II ; usurpation d’Eugène (Occident) ; destruction du Sarapeion d’Alexandrie (Orient)
- 393 – Honorius devient Auguste en janvier (Occident)
- 394 – Guerre civile : Théodose défait les troupes d’Eugène à la bataille du Frigidus et retourne à Milan ; mort d’Eugène, d’Arbogast et de Virius Nicomachus Flavianus (Occident)
- 395 – Mort de Théodose.

## Généalogie
- Gratianus Funarius (en)
  - Valentinien Ier (321-375)
    - Gratien (359-383)
    - Valentinien II (371-392)
    - Aelia Galla (?-394) x Théodose Ier (347-395)
      - Dynastie des Théodosiens

  - Valens (328-378)
    - Valentinien Galate (366-?)